# Biserica reformată din Zoltan
Biserica reformată din Zoltan este un monument istoric aflat pe teritoriul satului Zoltan; comuna Ghidfalău.

## Localitatea
Zoltan (maghiară Étfalvazoltán) este un sat în comuna Ghidfalău din județul Covasna, Transilvania, România. Se află în partea central-vestică a județului, în Depresiunea Sfântu Gheorghe. Prima atestare documentară este din anul 1359, sub numele de Zoltánként.

## Biserica
Biserica a fost construită în stil baroc târziu în anul 1792. A fost renovată în 1874. Este principala atracție a localității, alături de poarta barocă a fostului conac Czirjék.

## Imagini din exterior

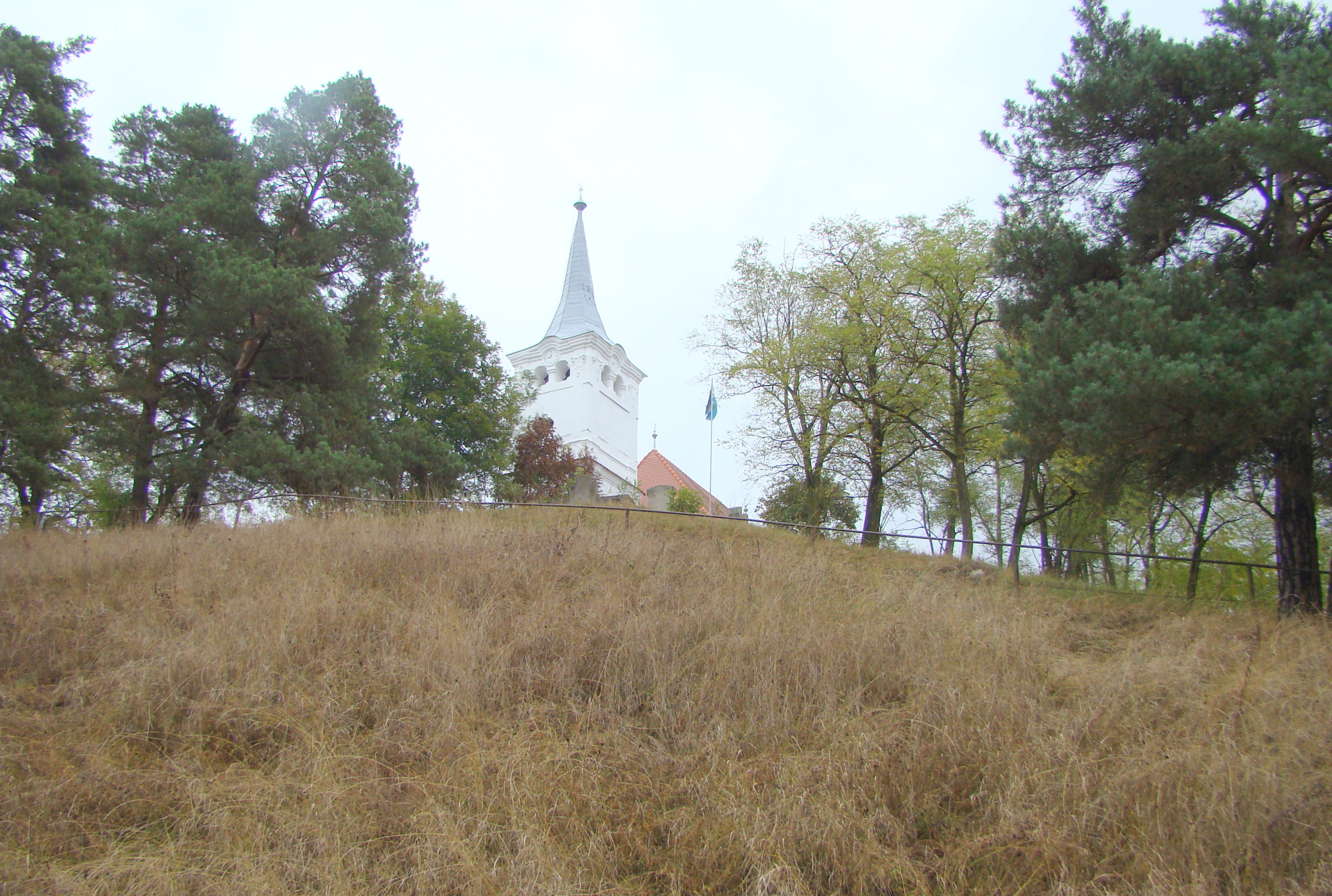
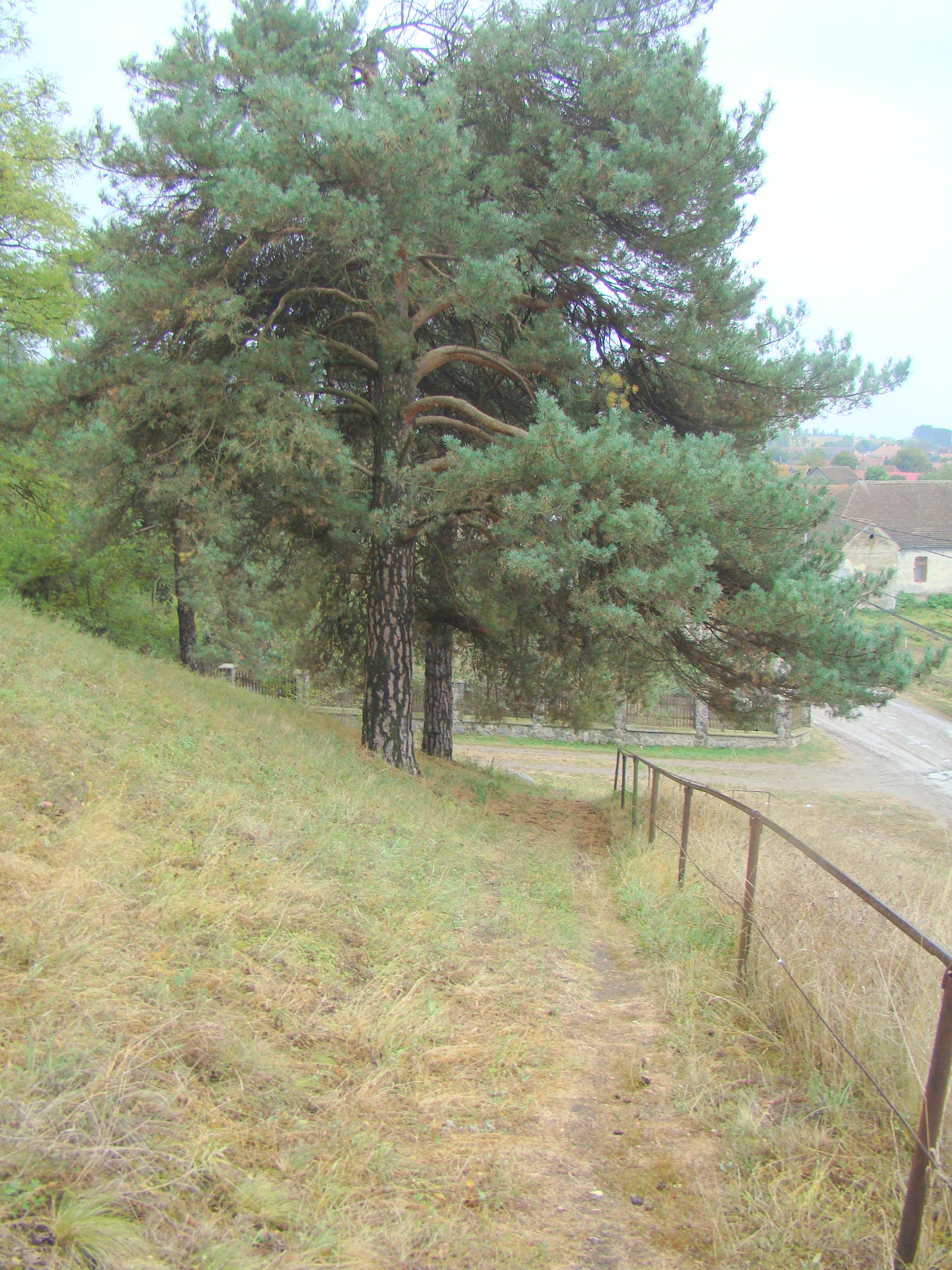
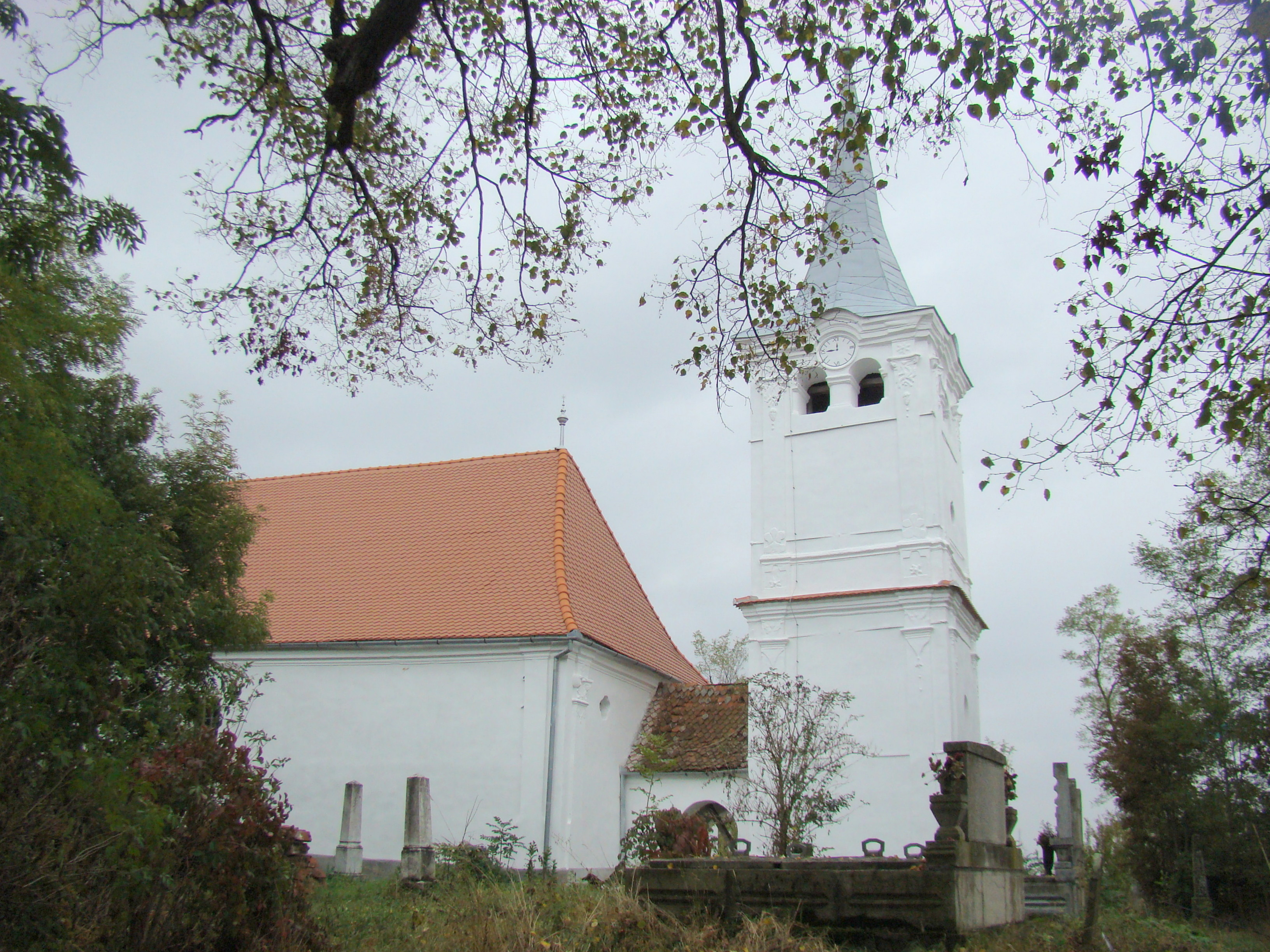
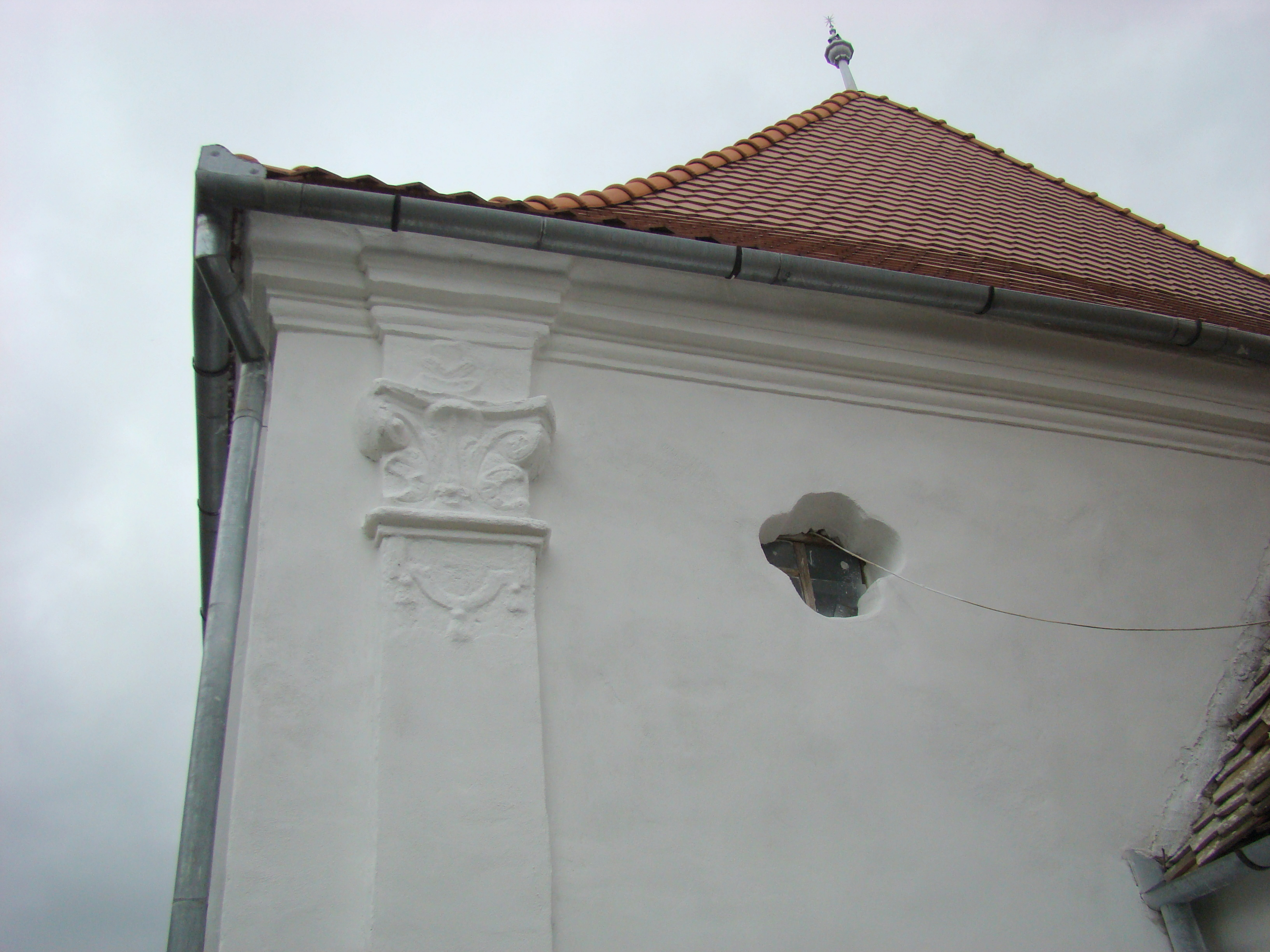
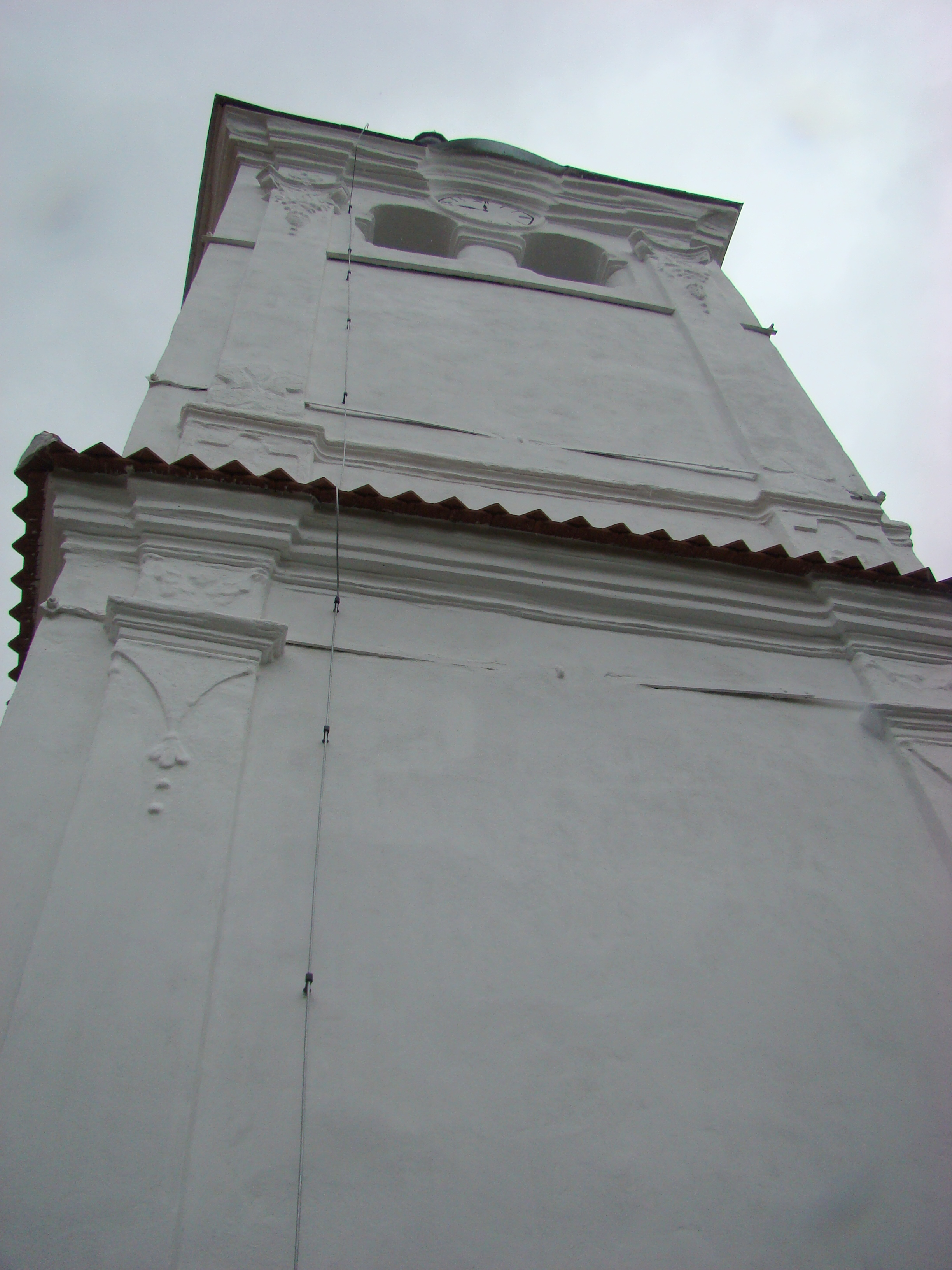
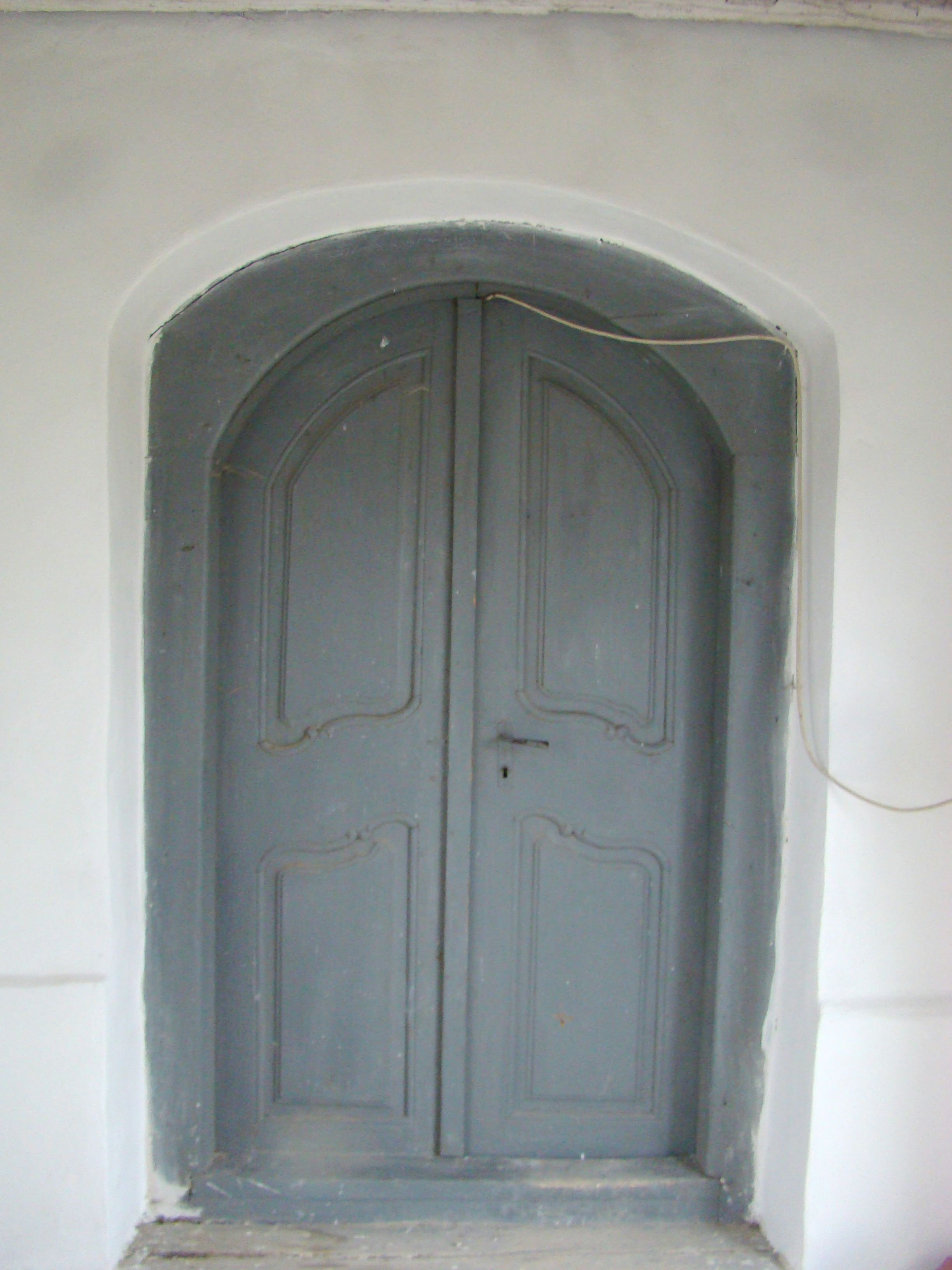
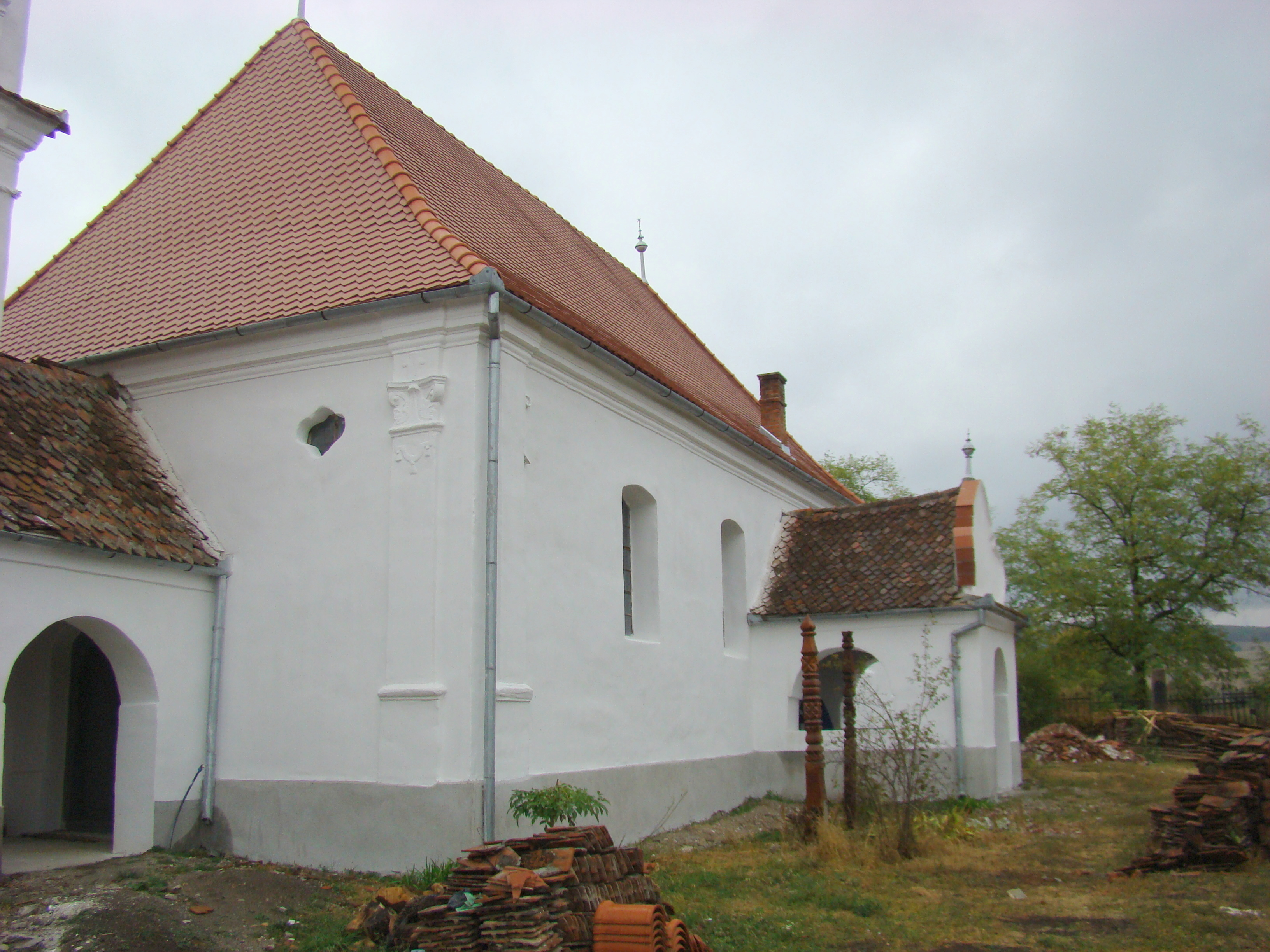
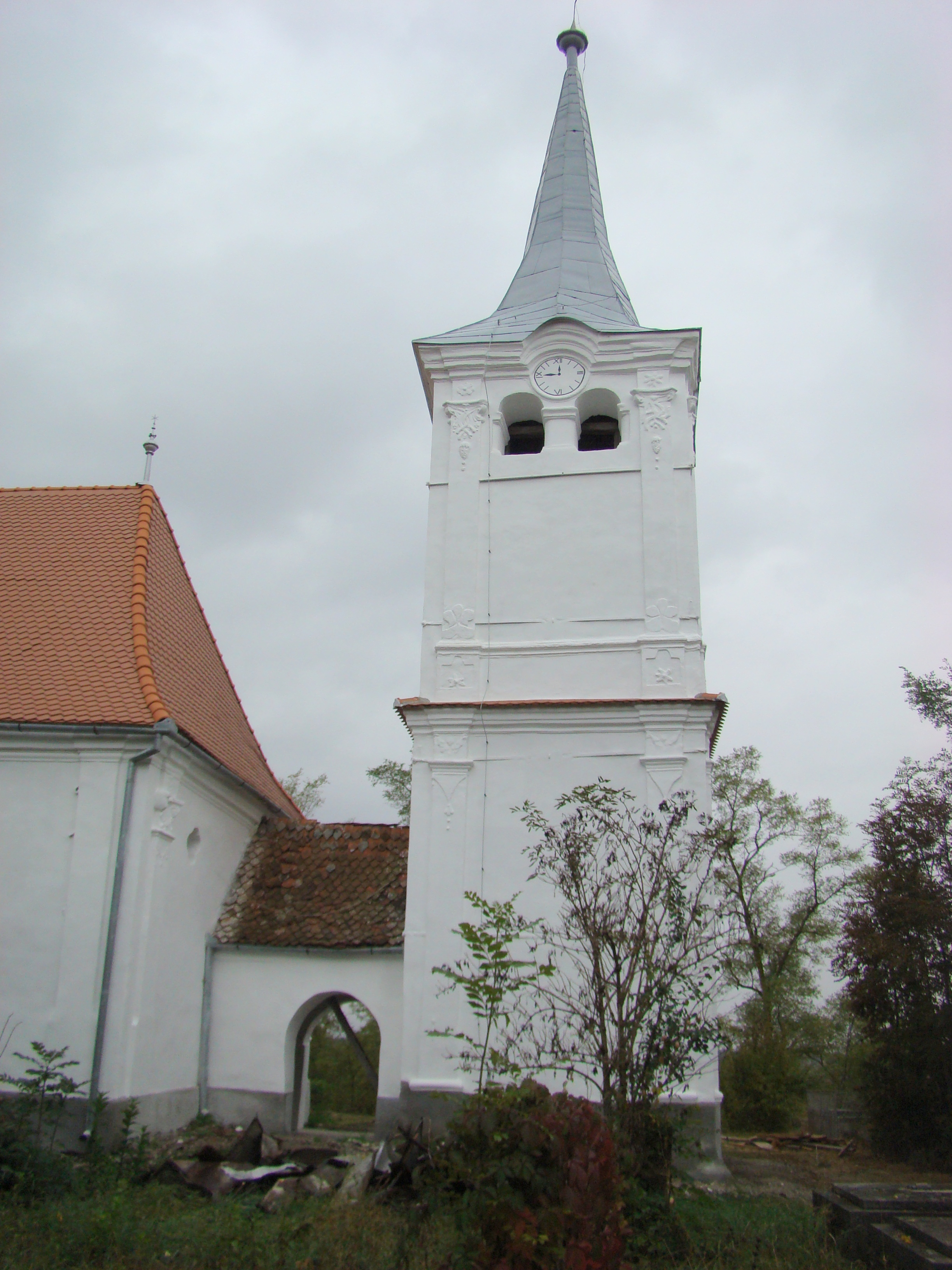
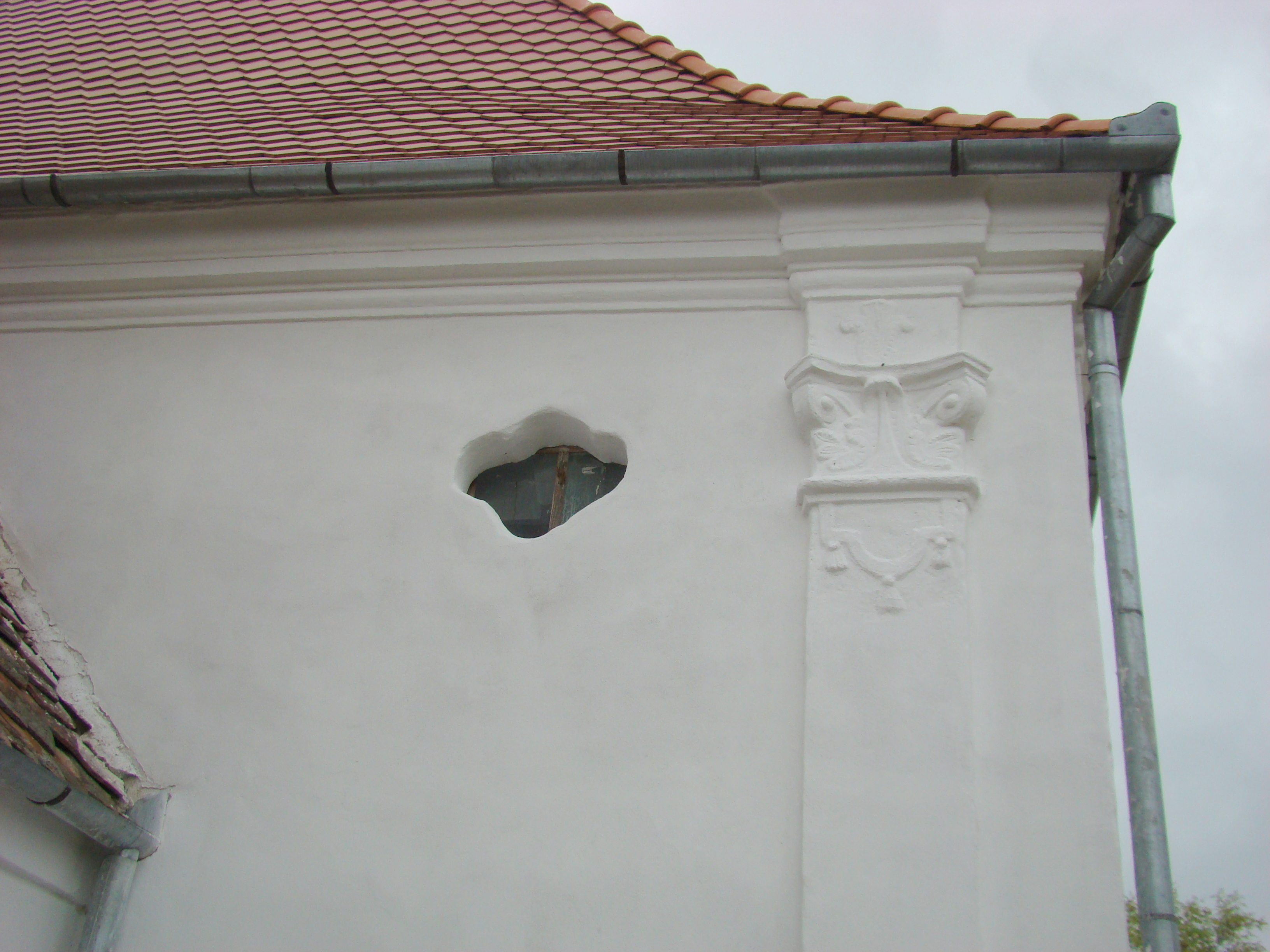
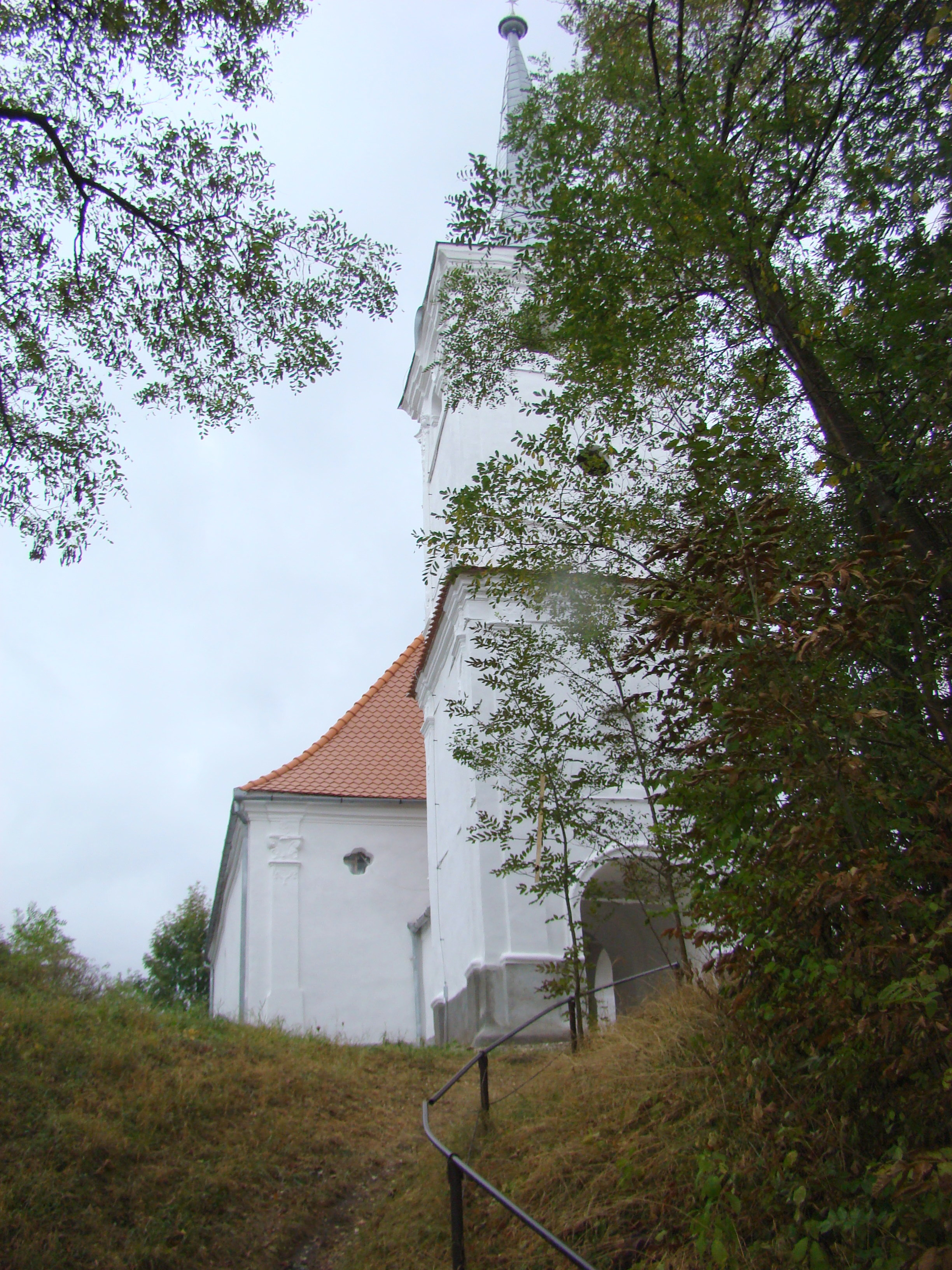
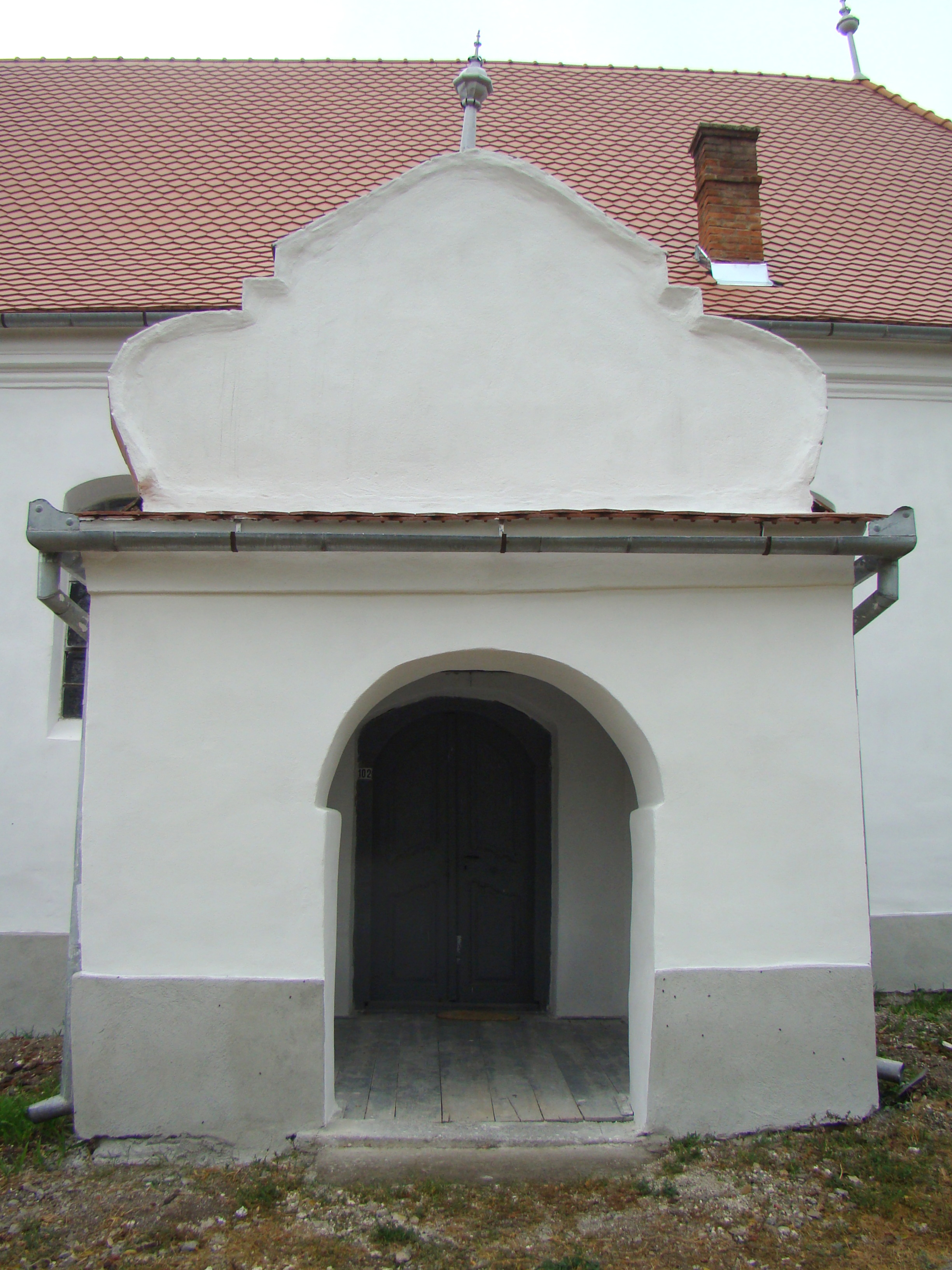
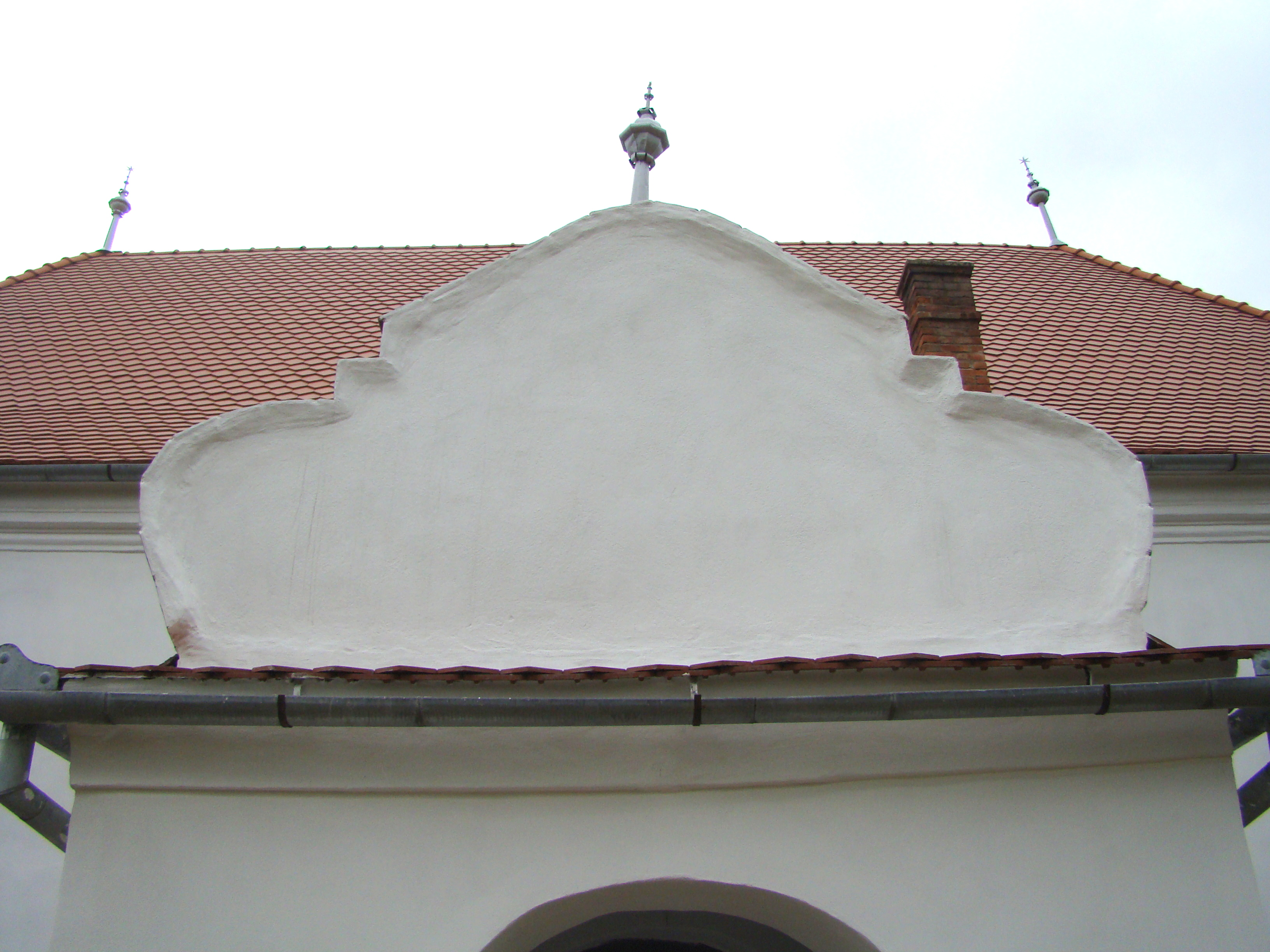
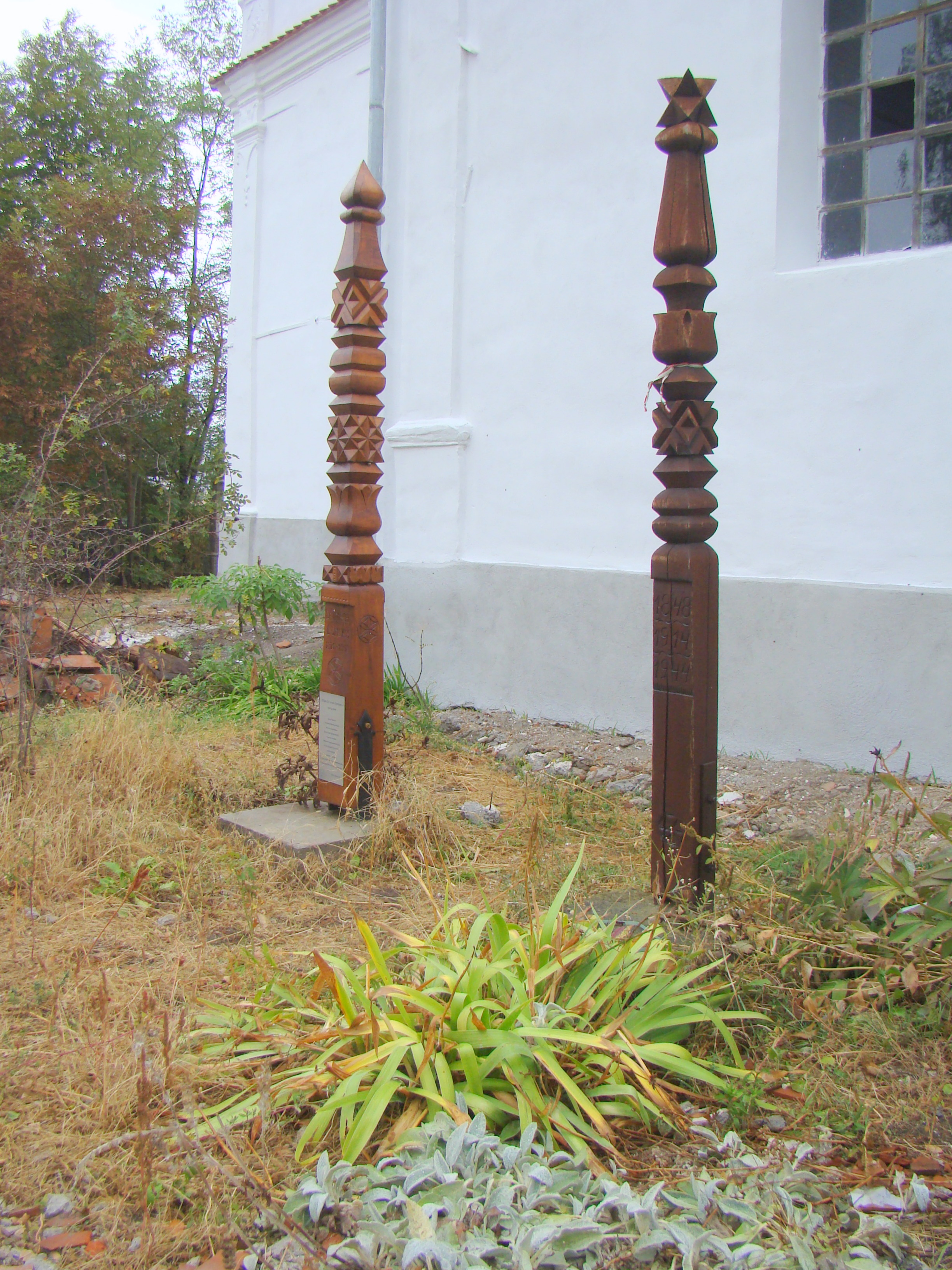
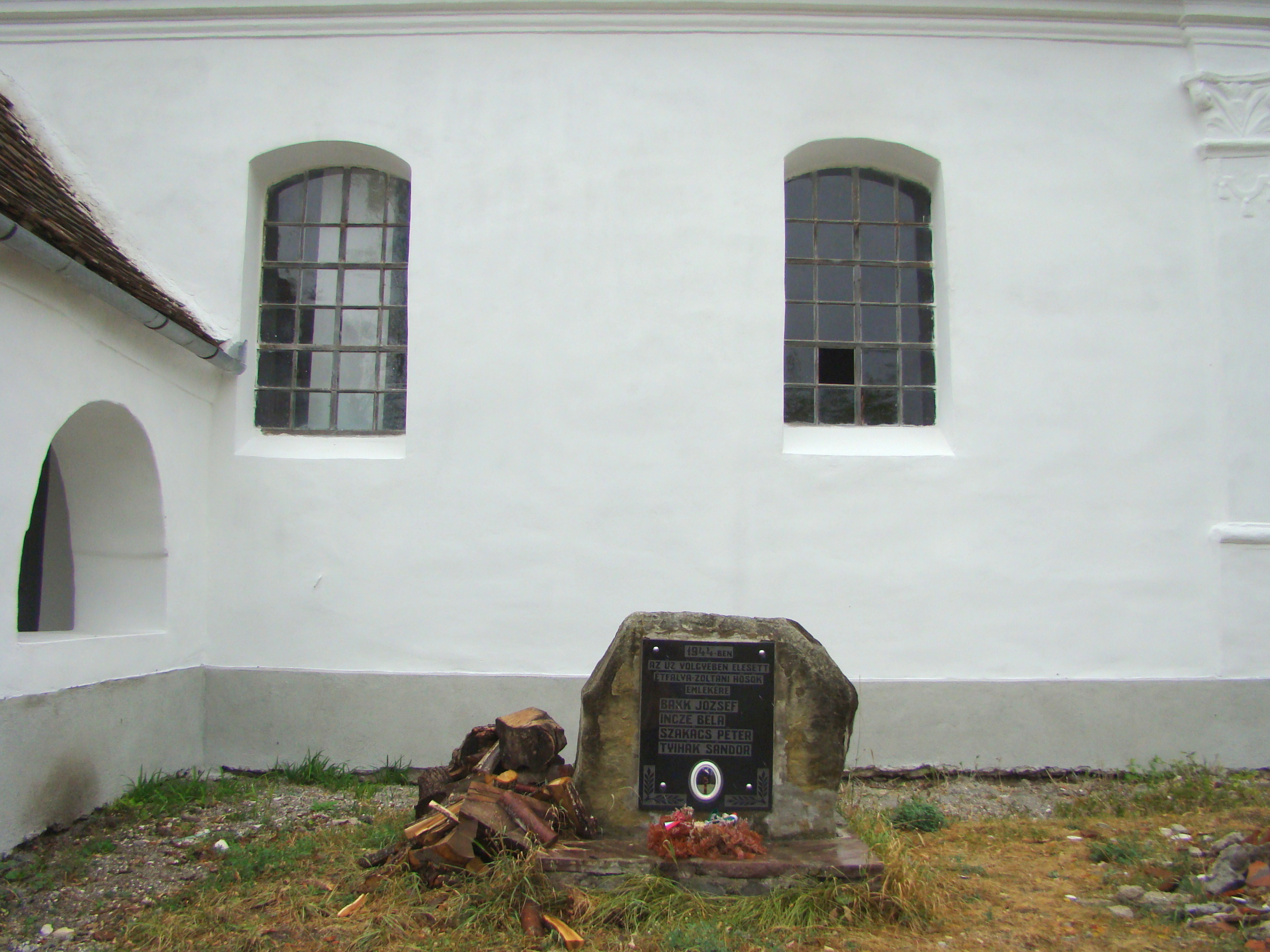
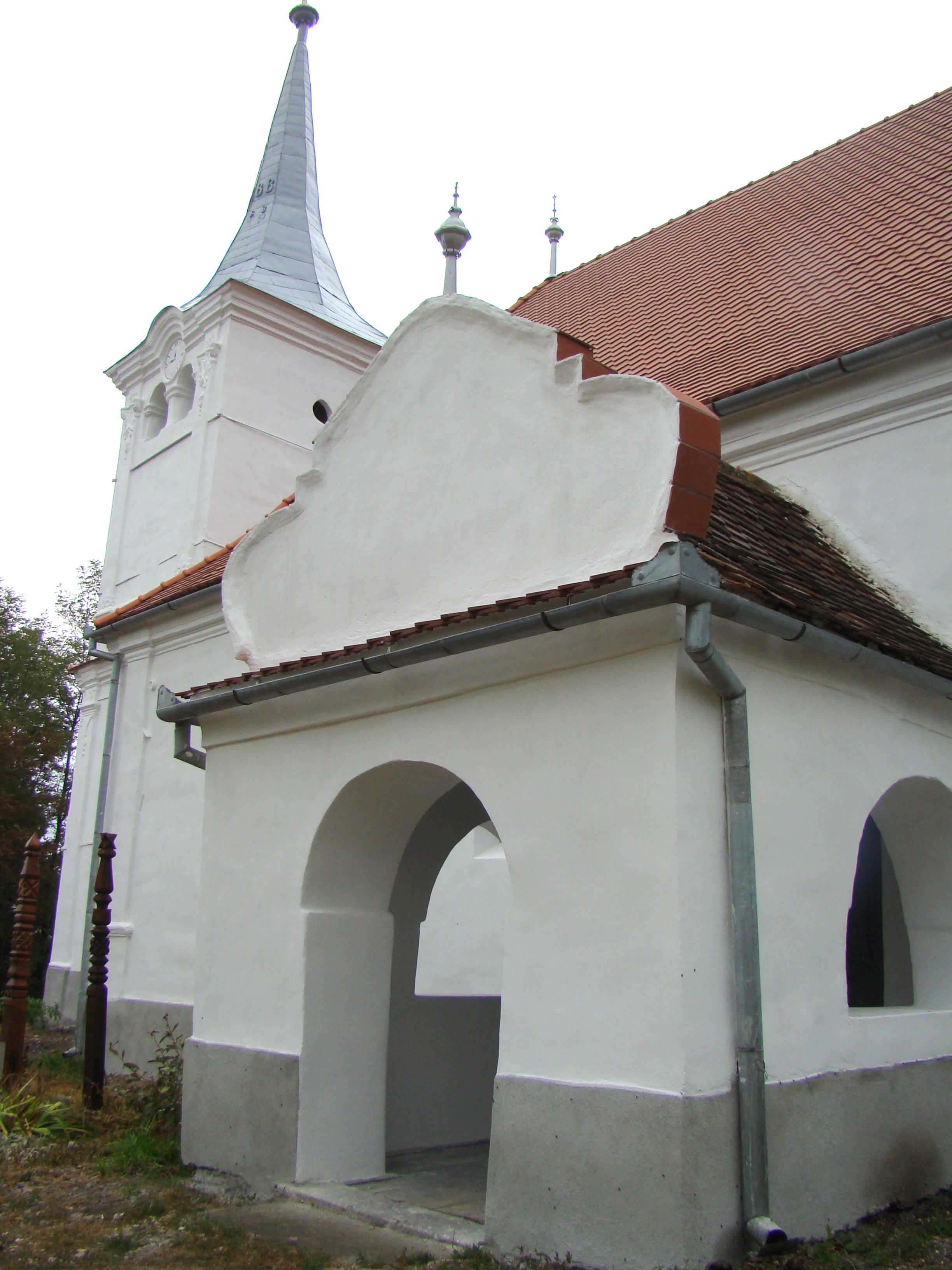
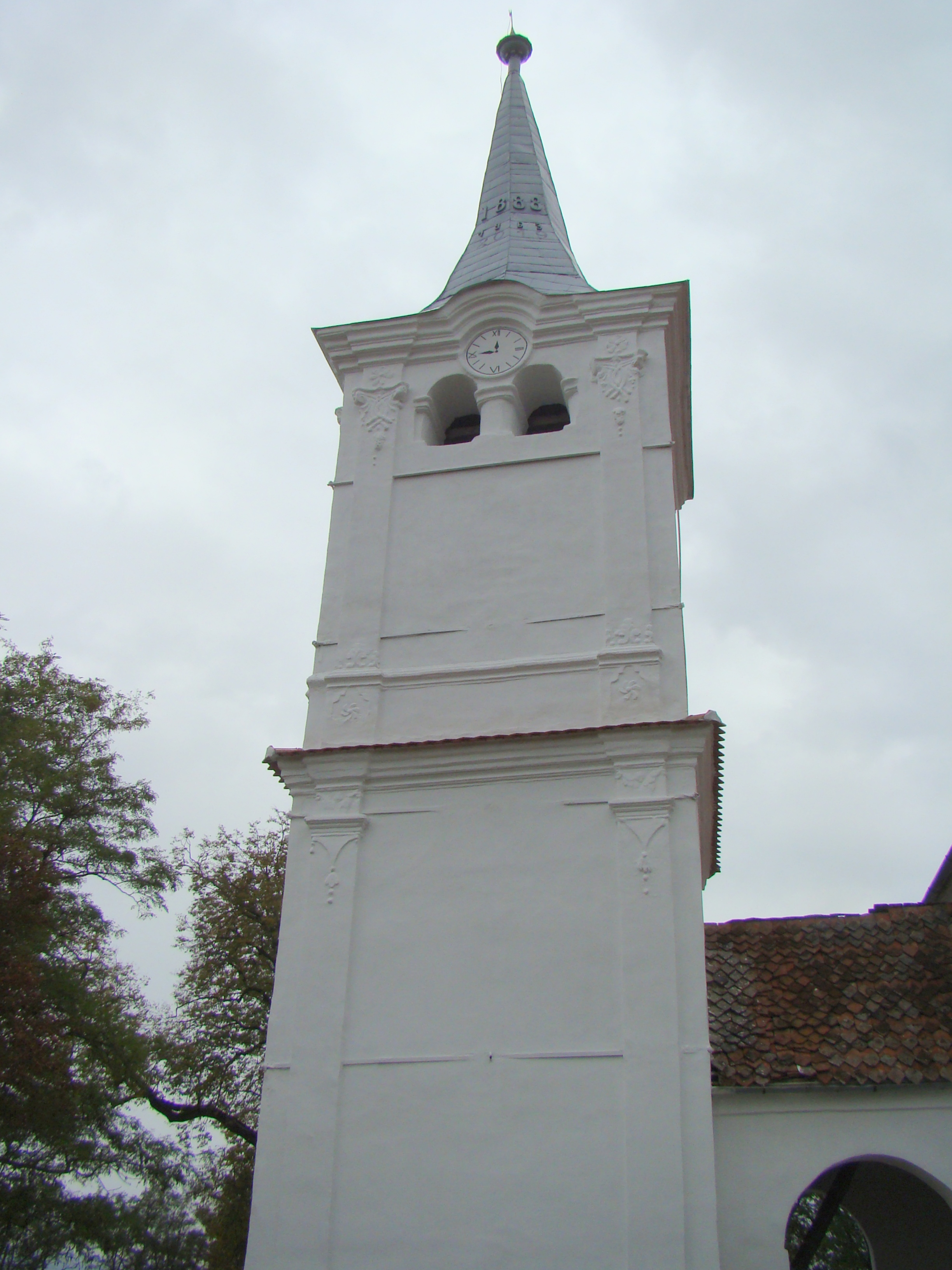
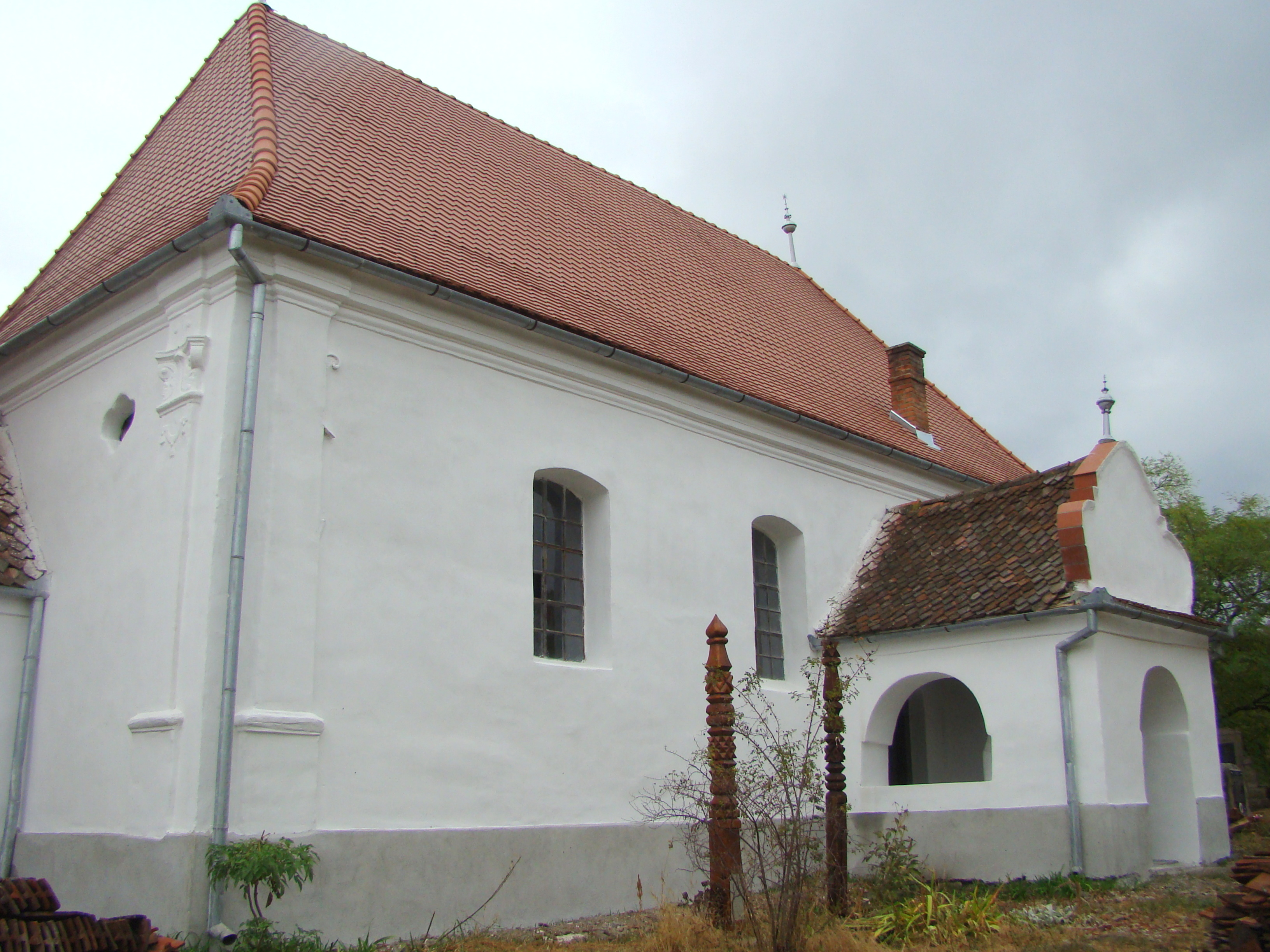
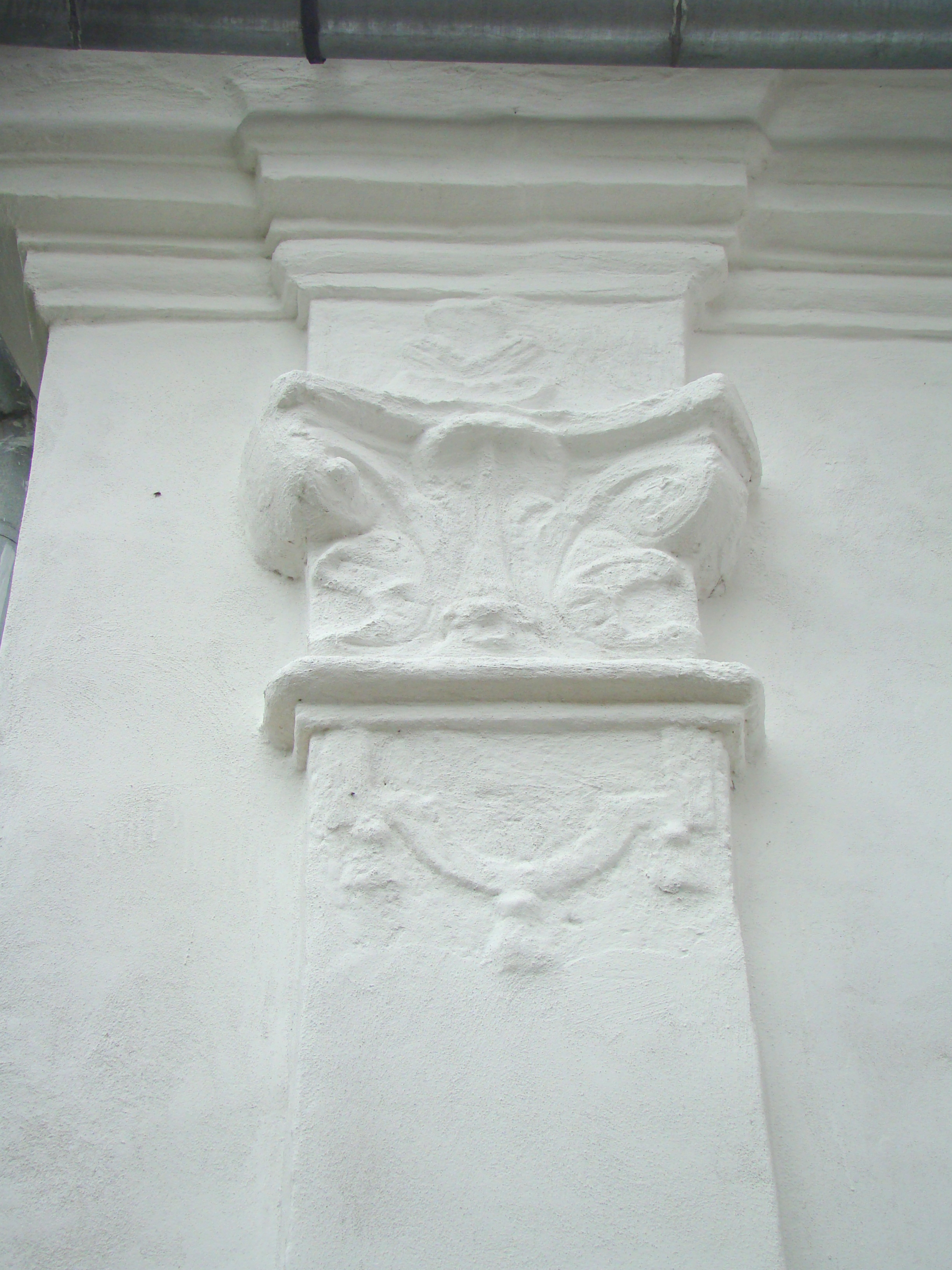
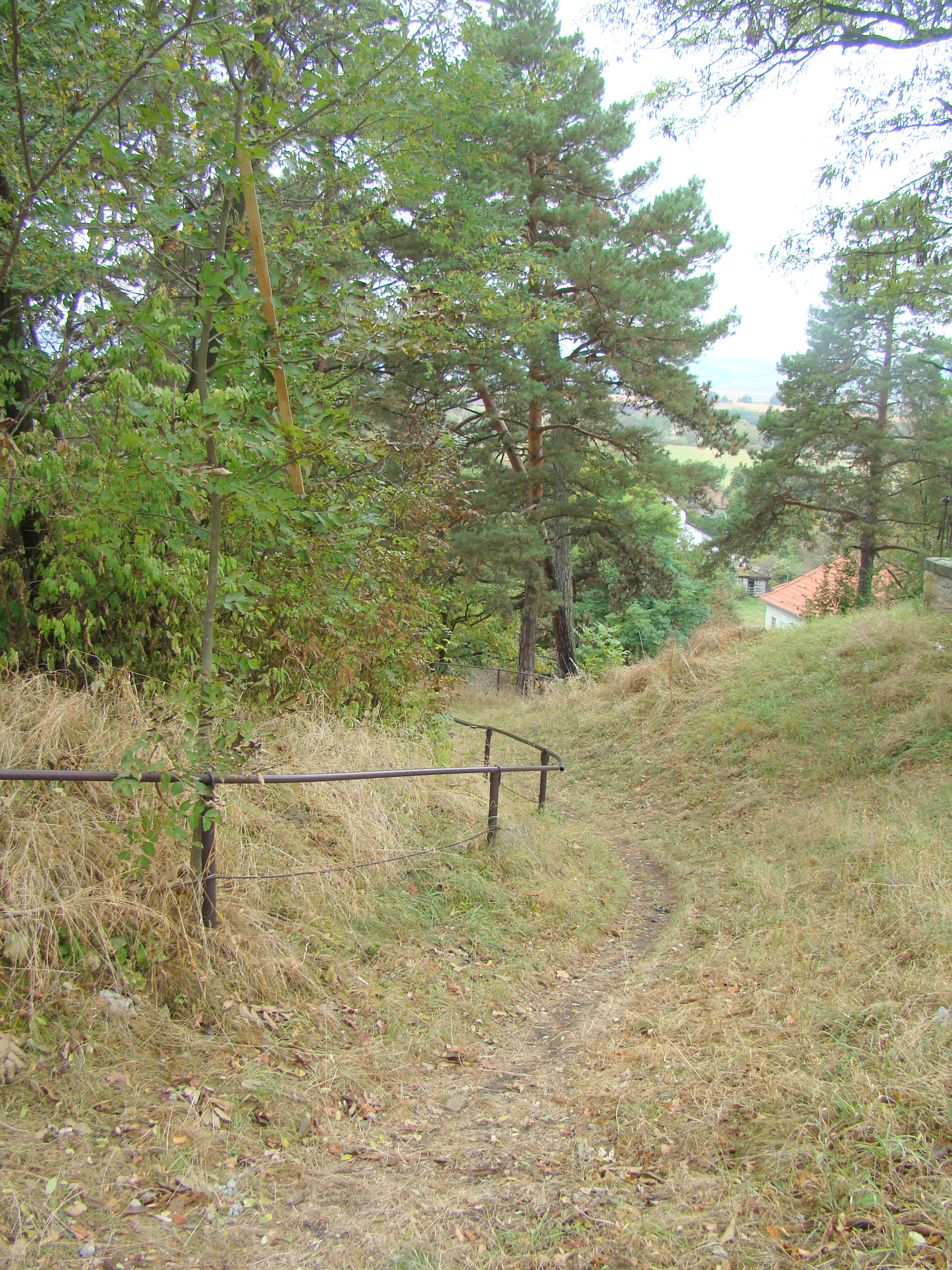
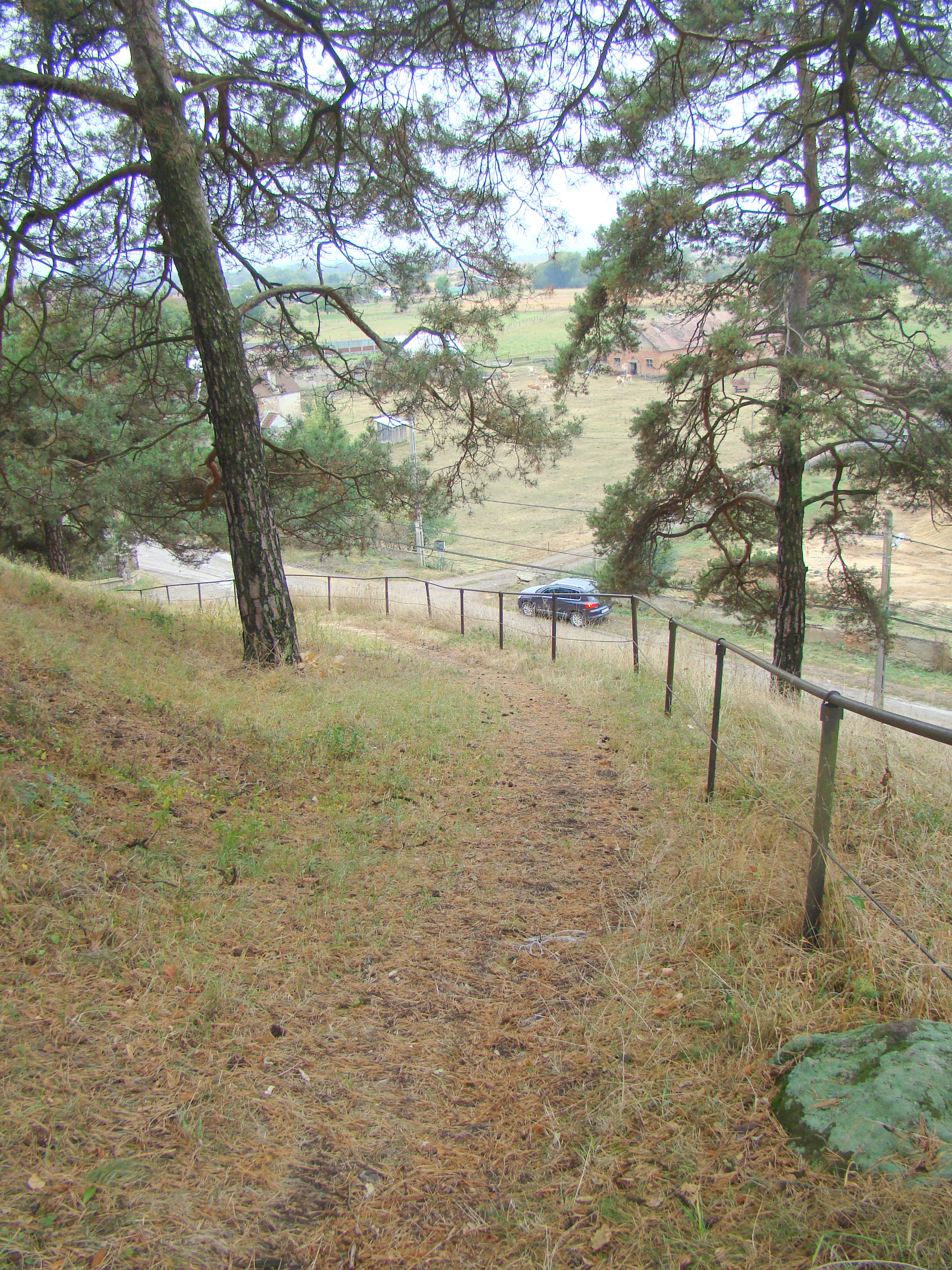

## Vezi și
- Zoltan, Covasna

## Imagini din interior

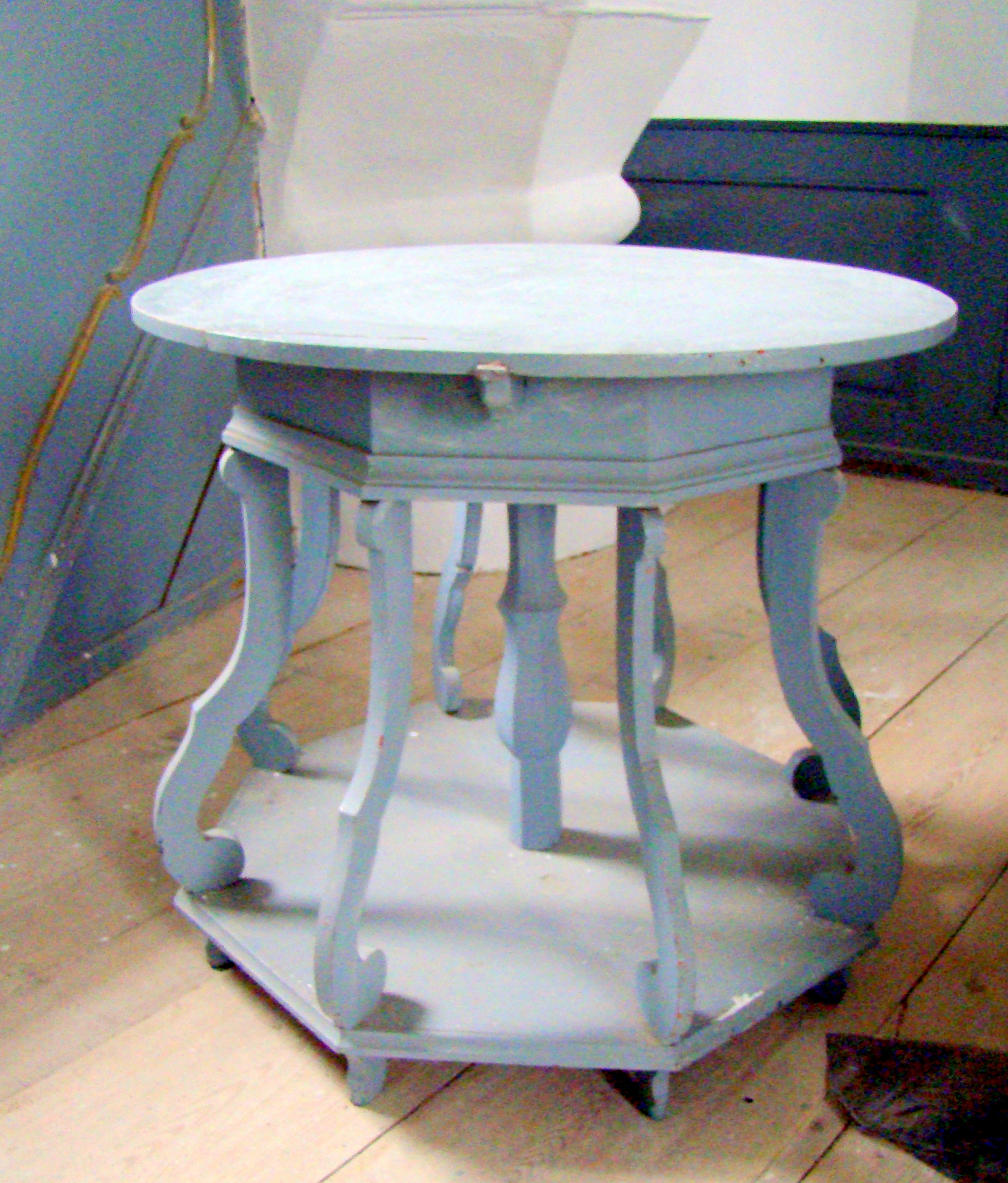
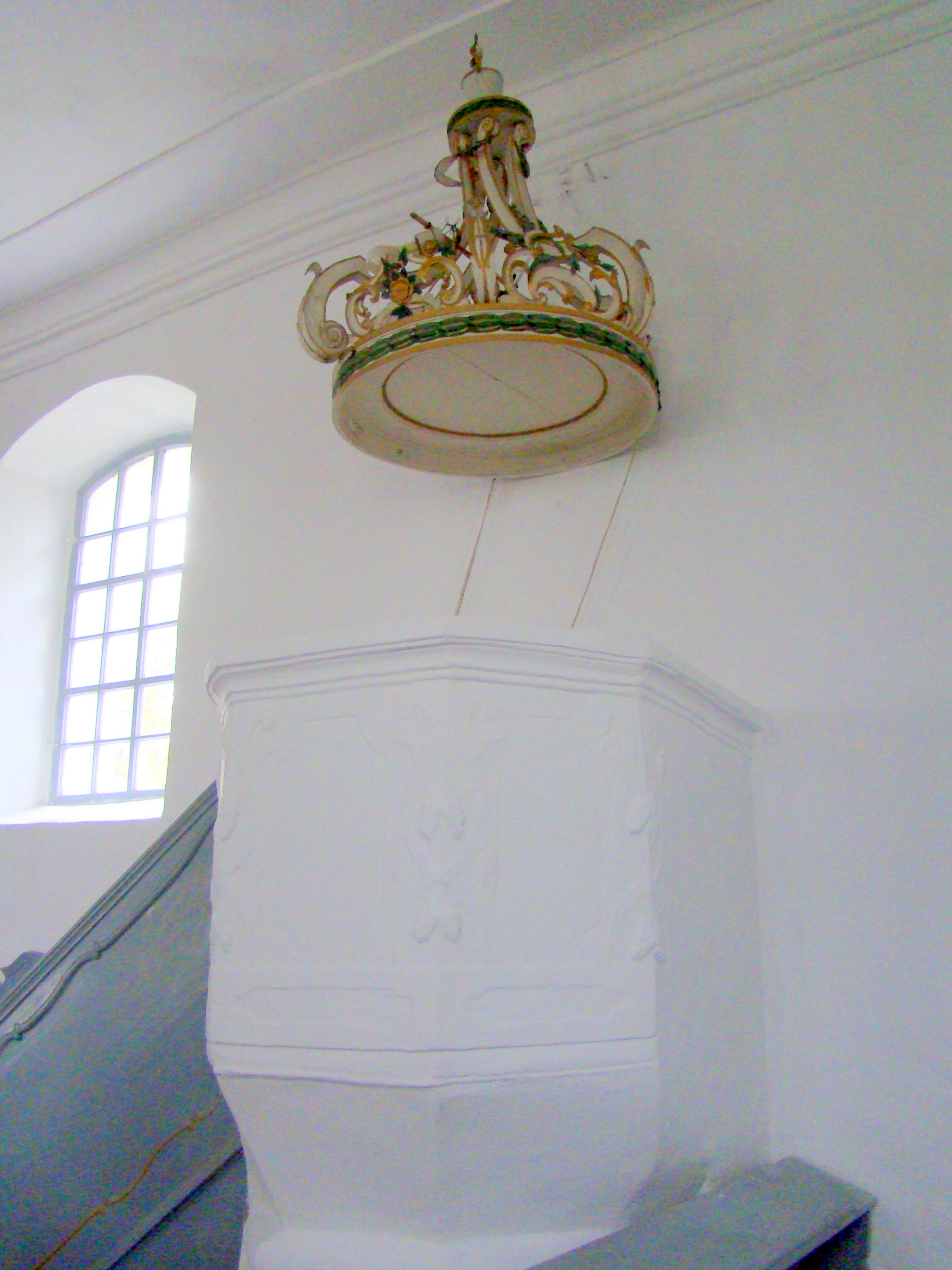
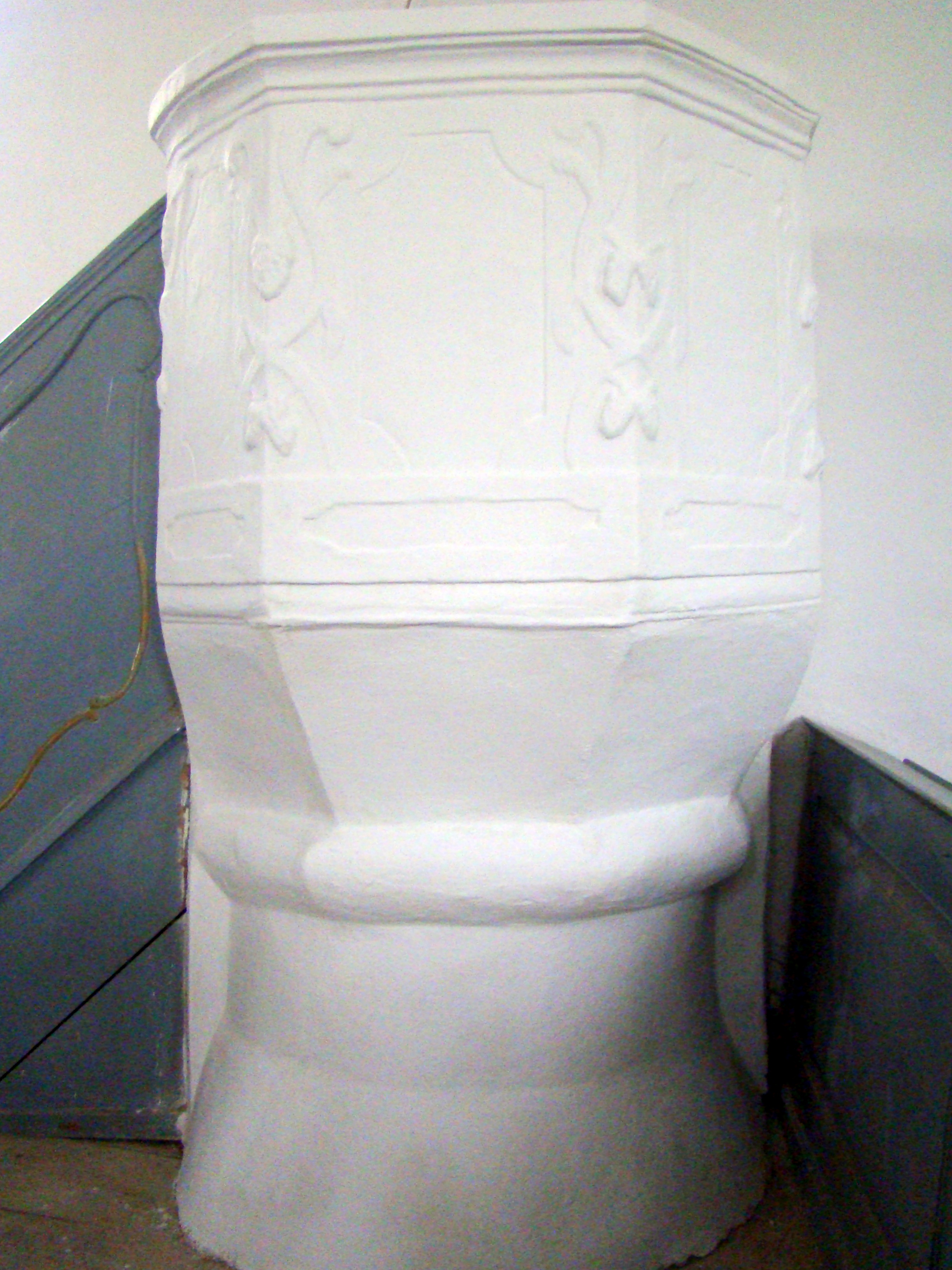
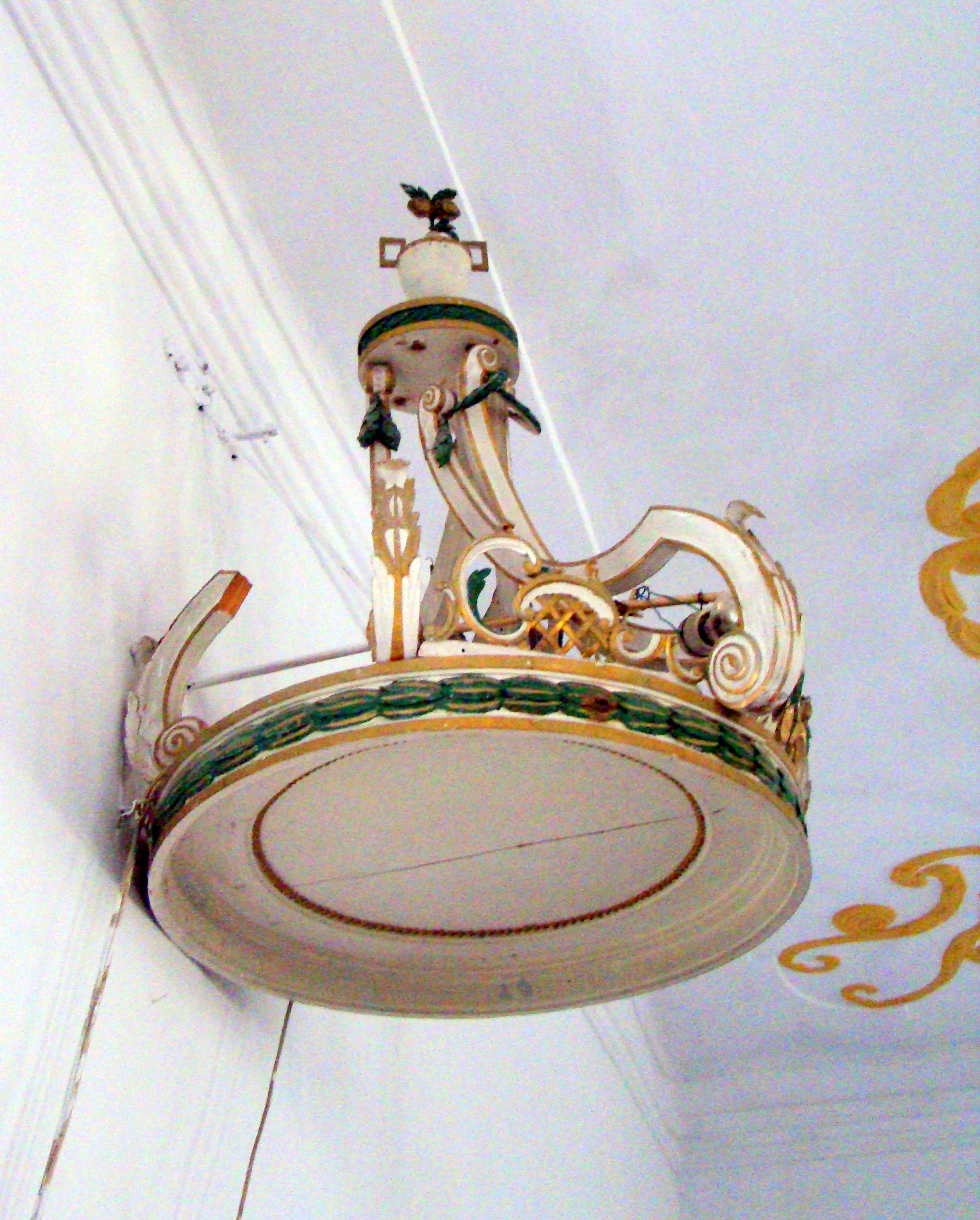
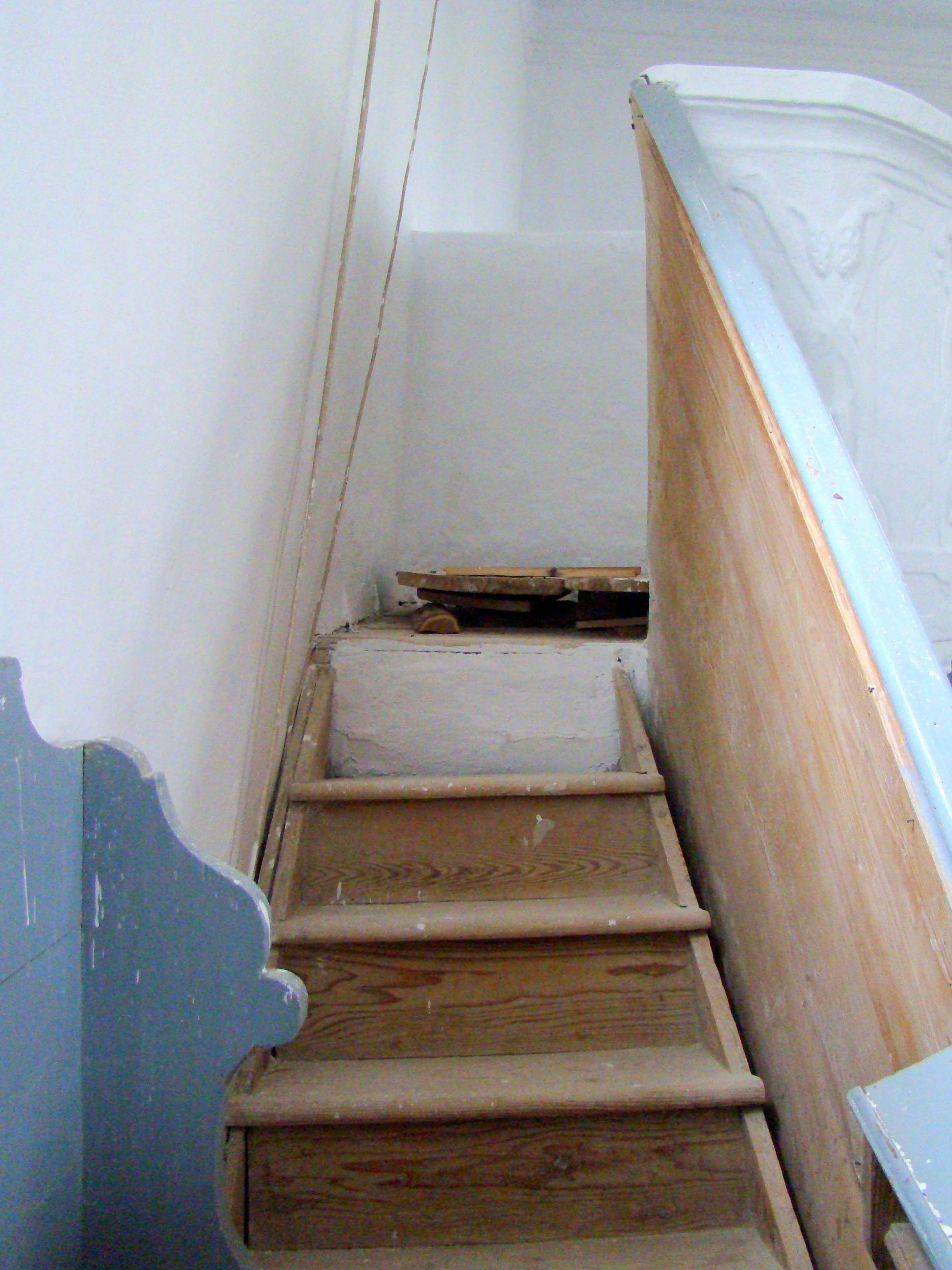
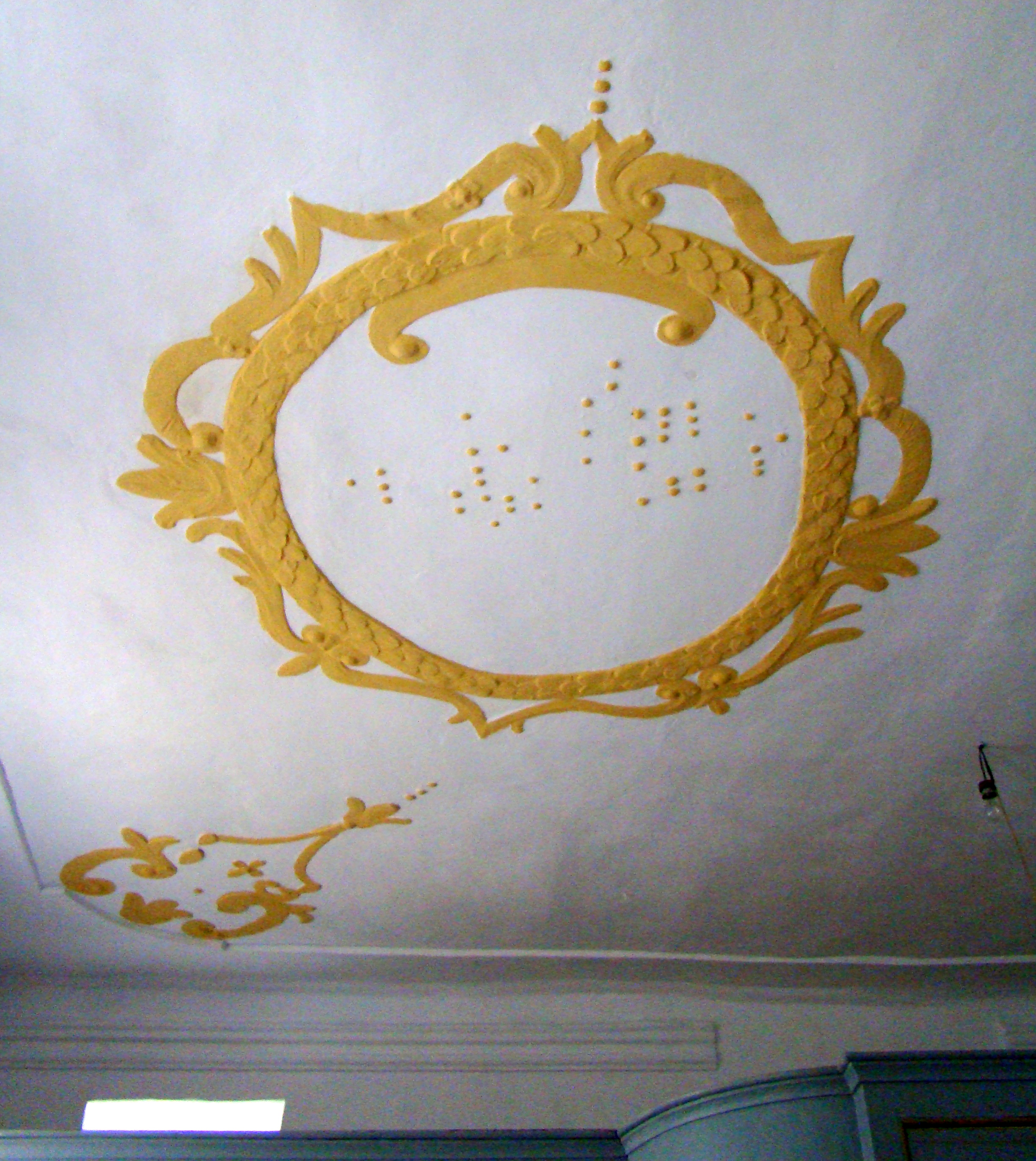
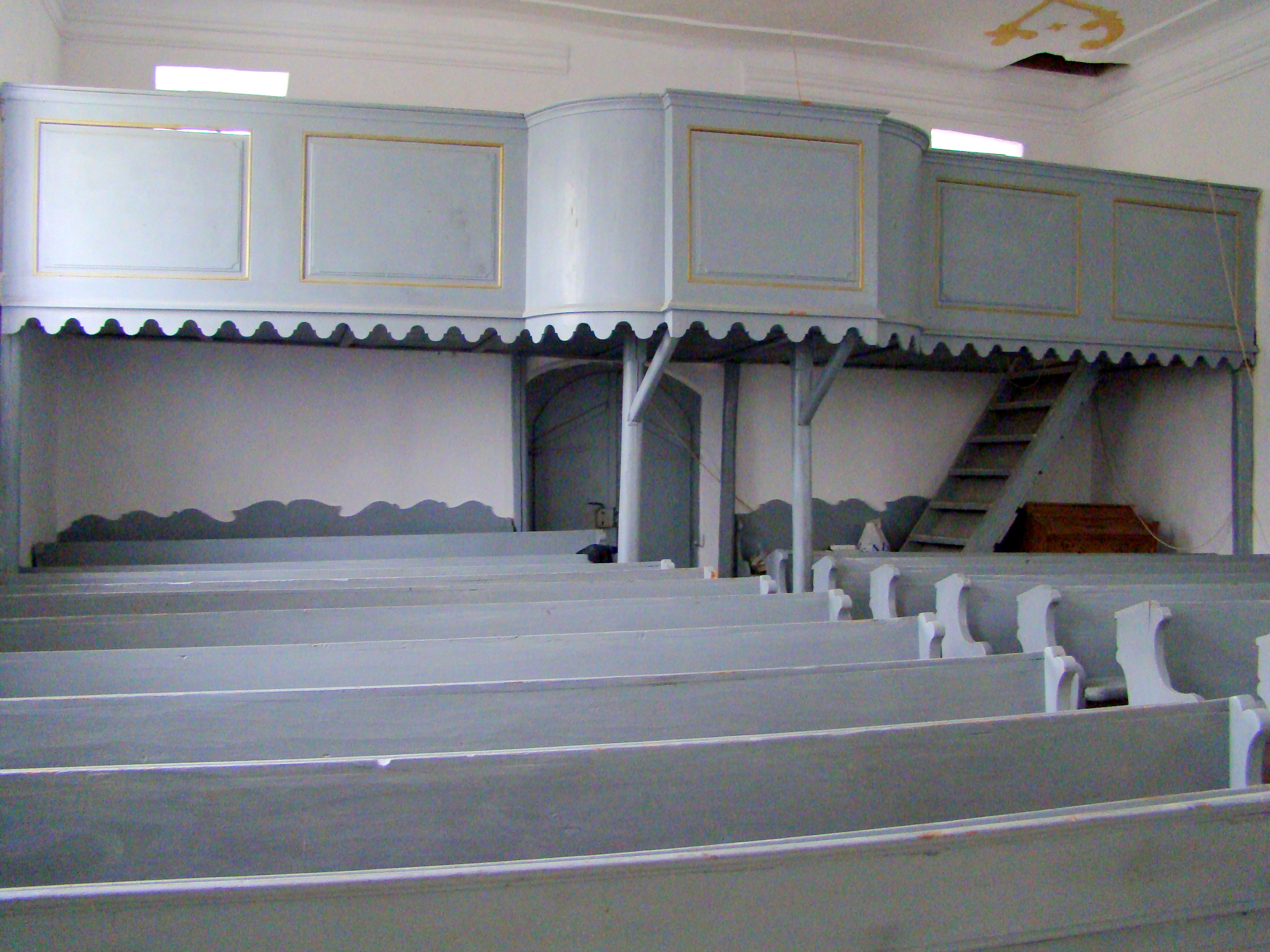
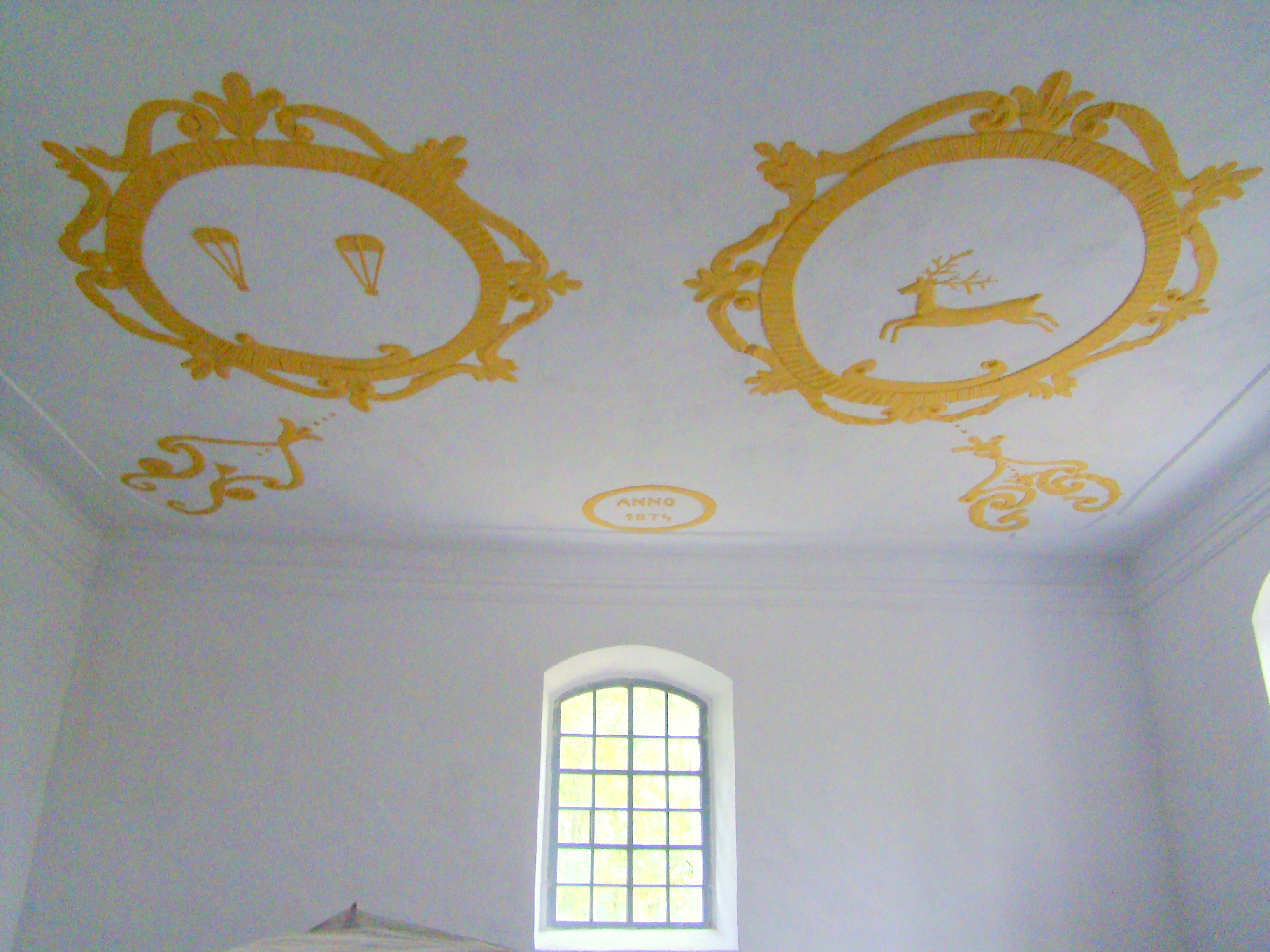
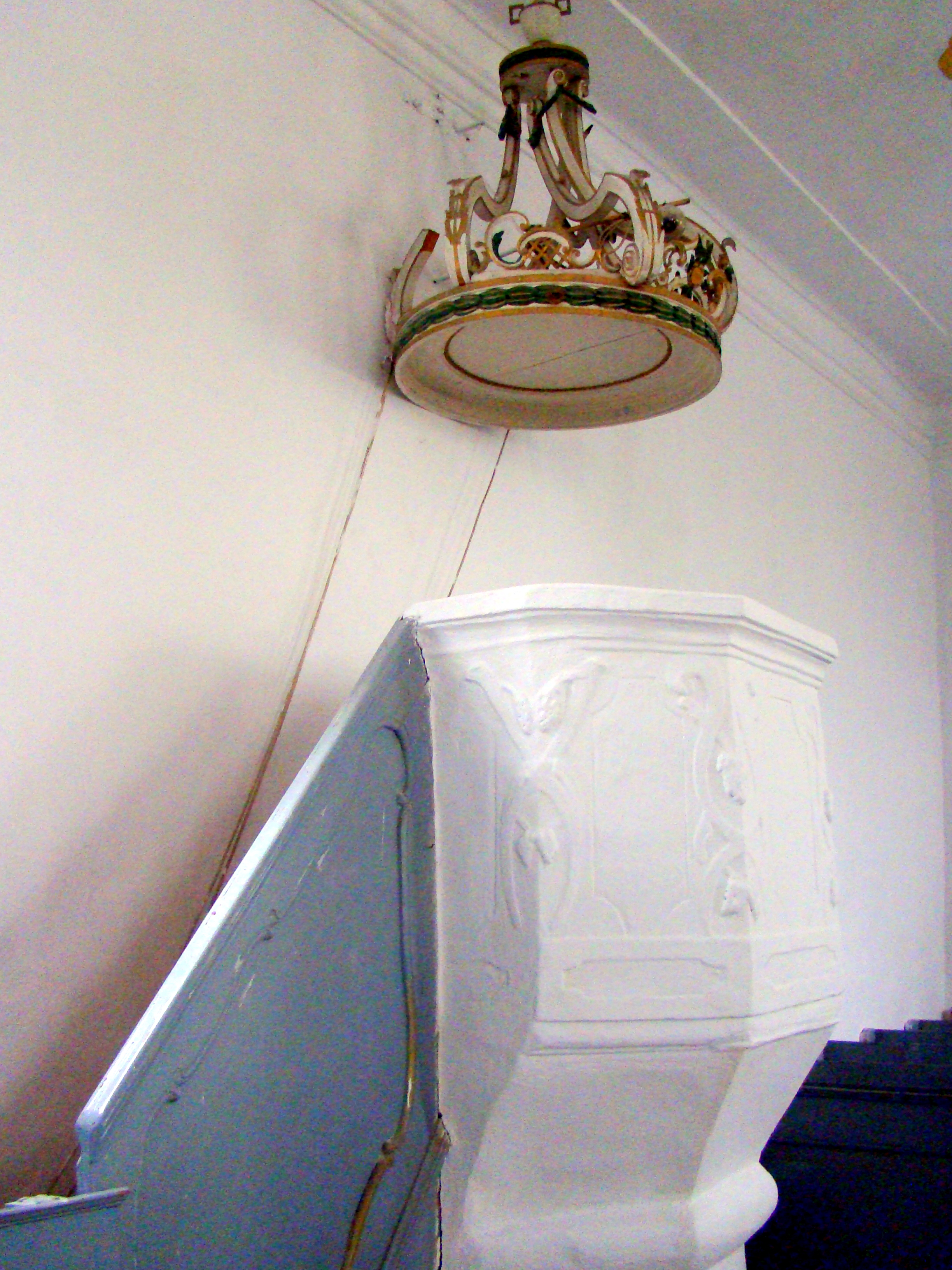
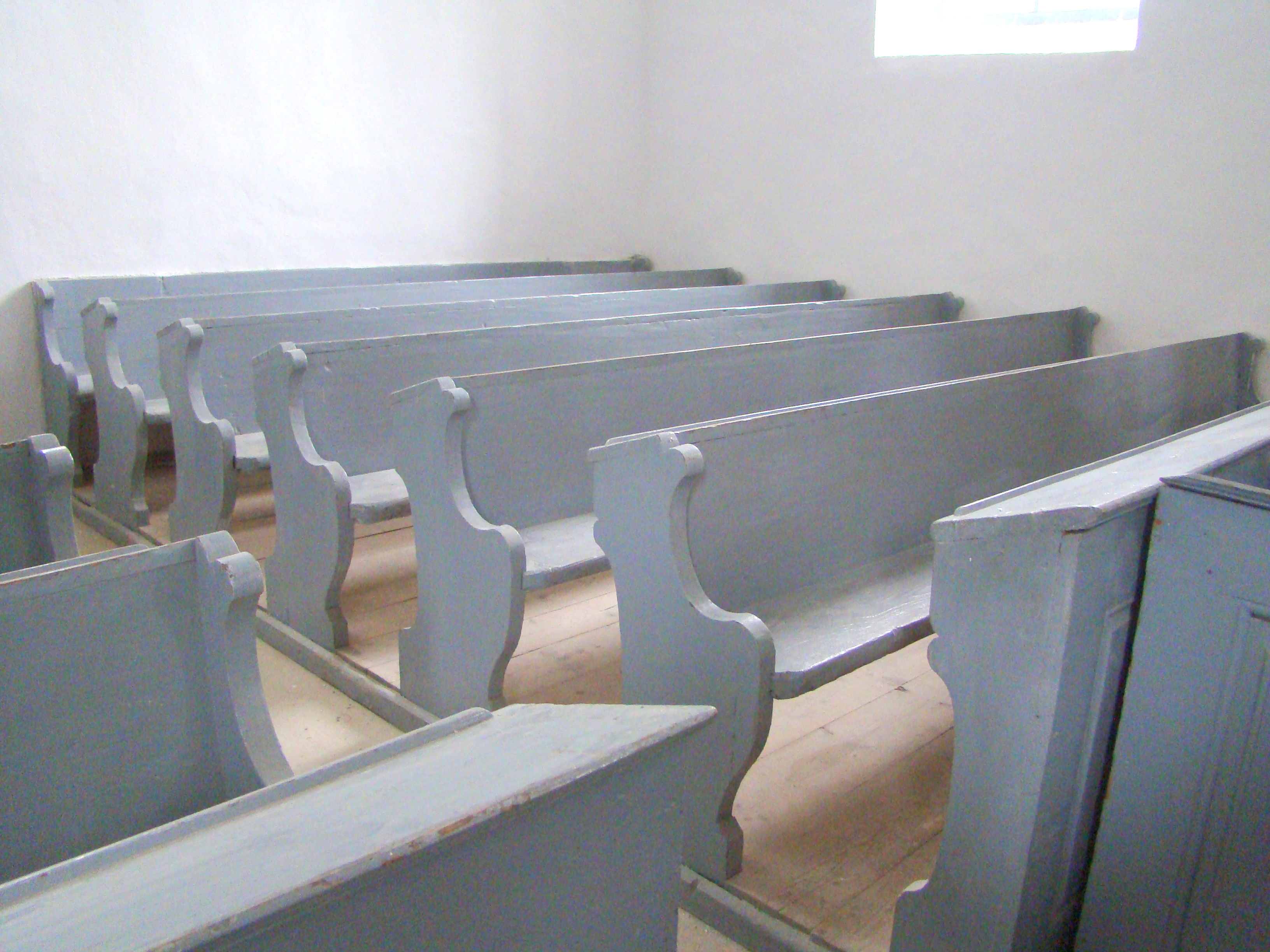
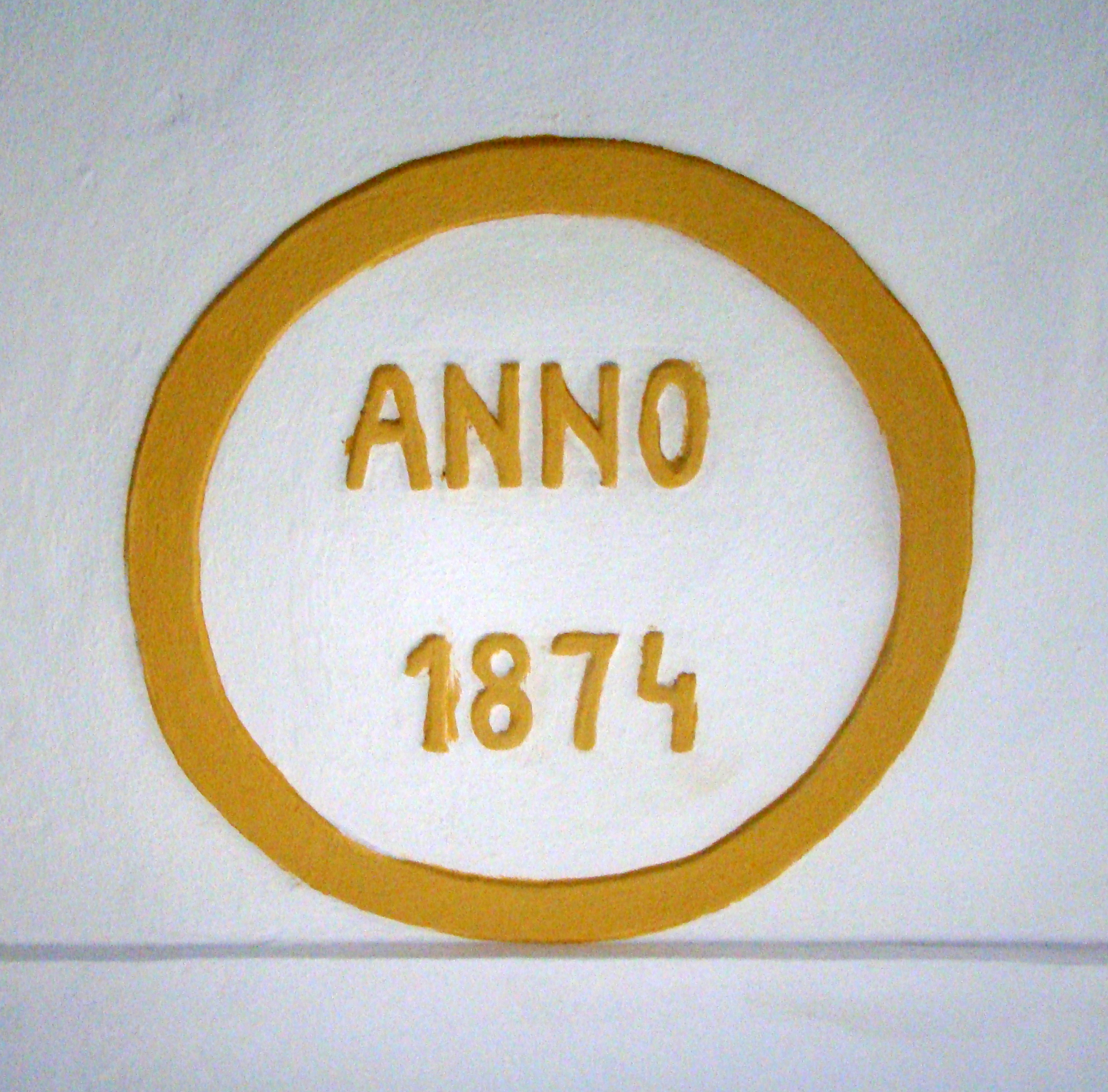
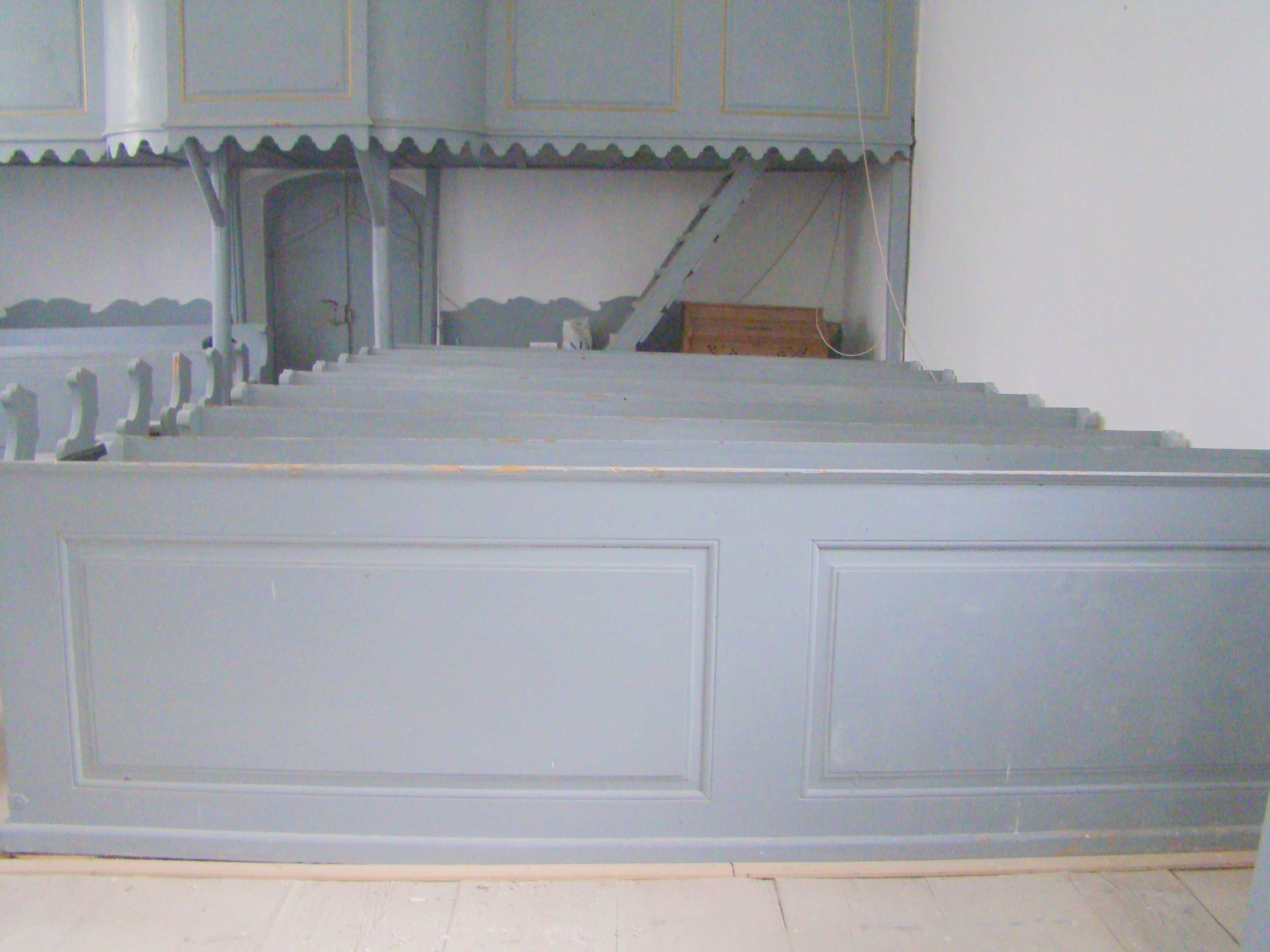
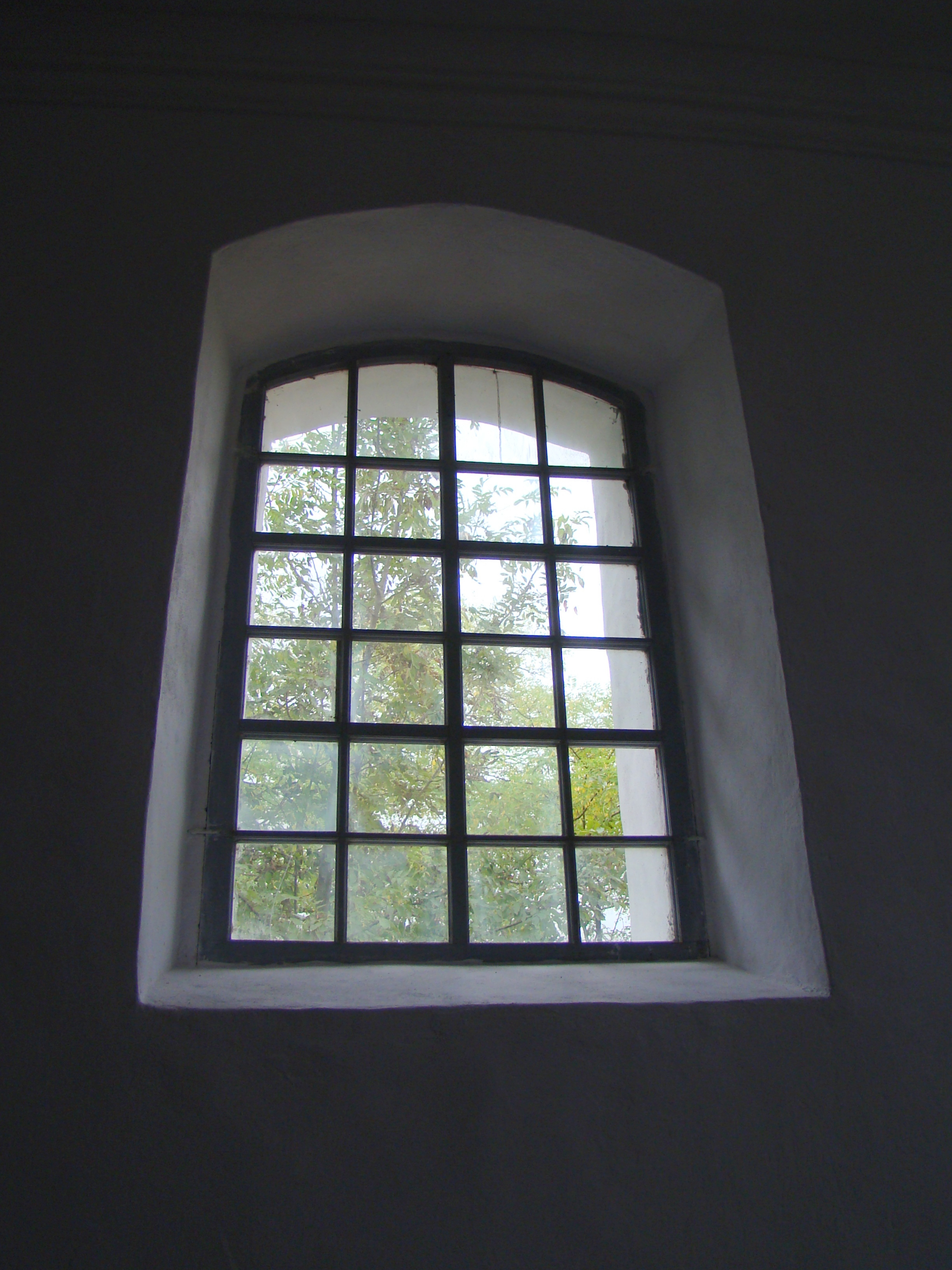
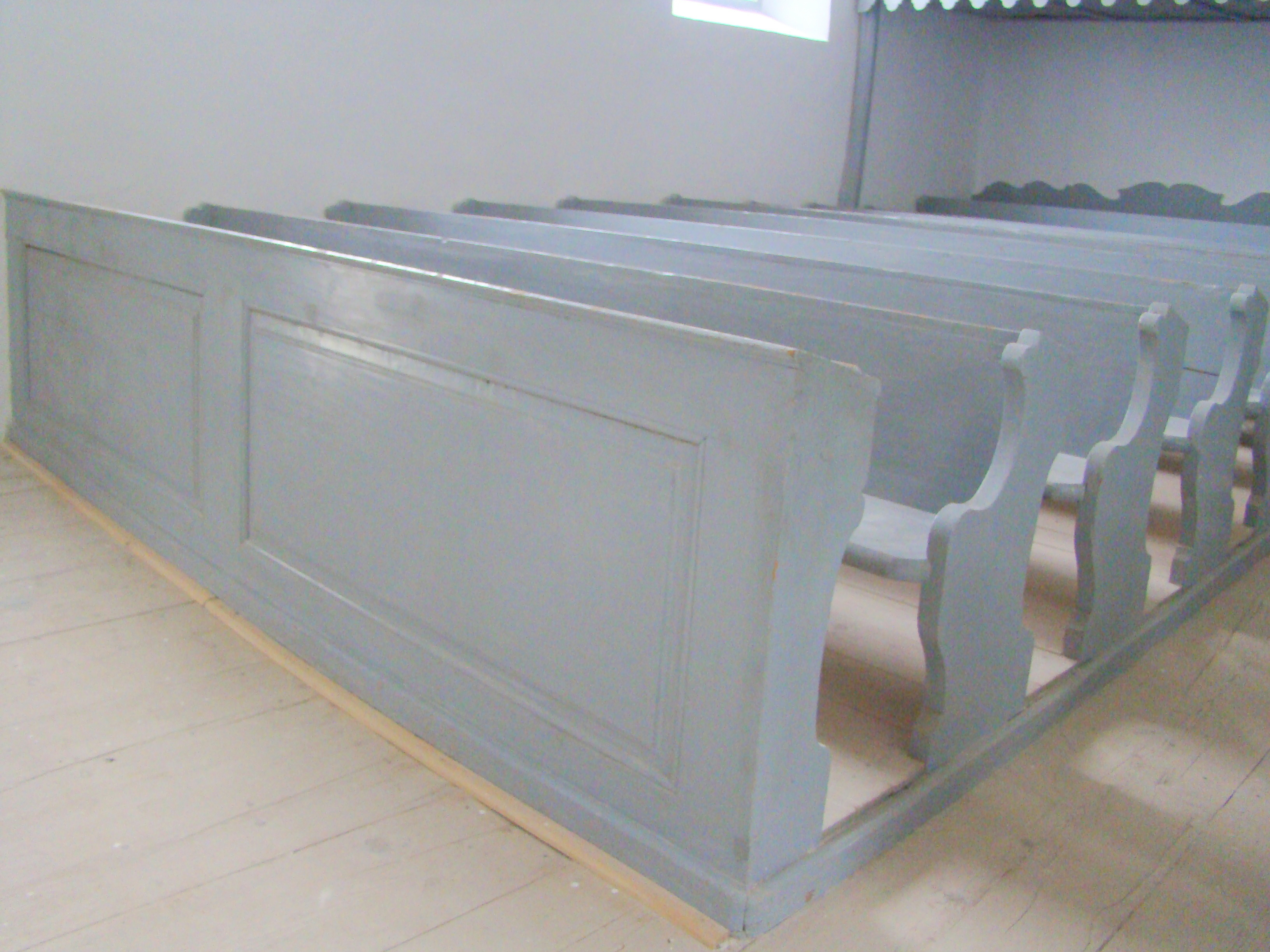
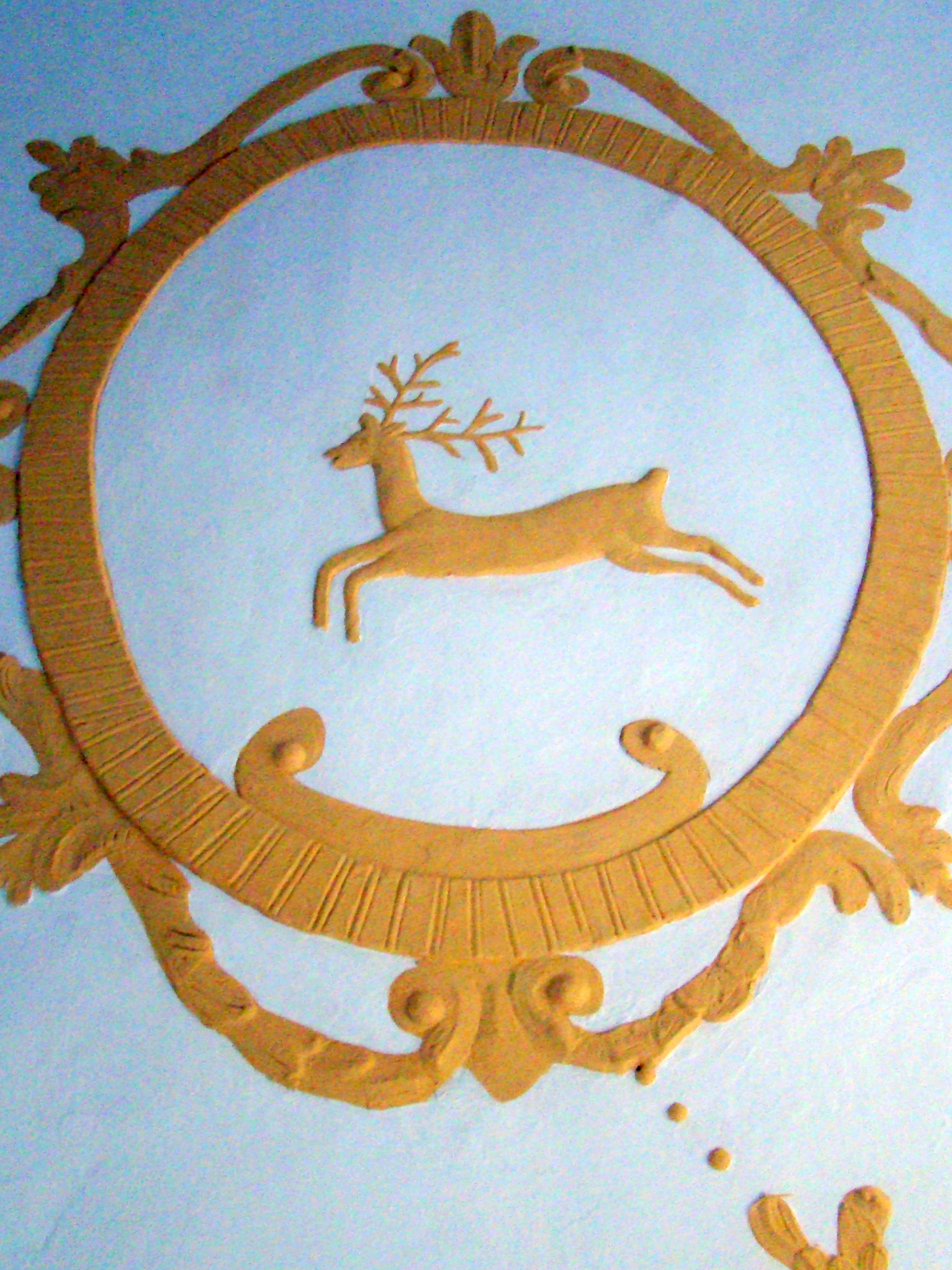
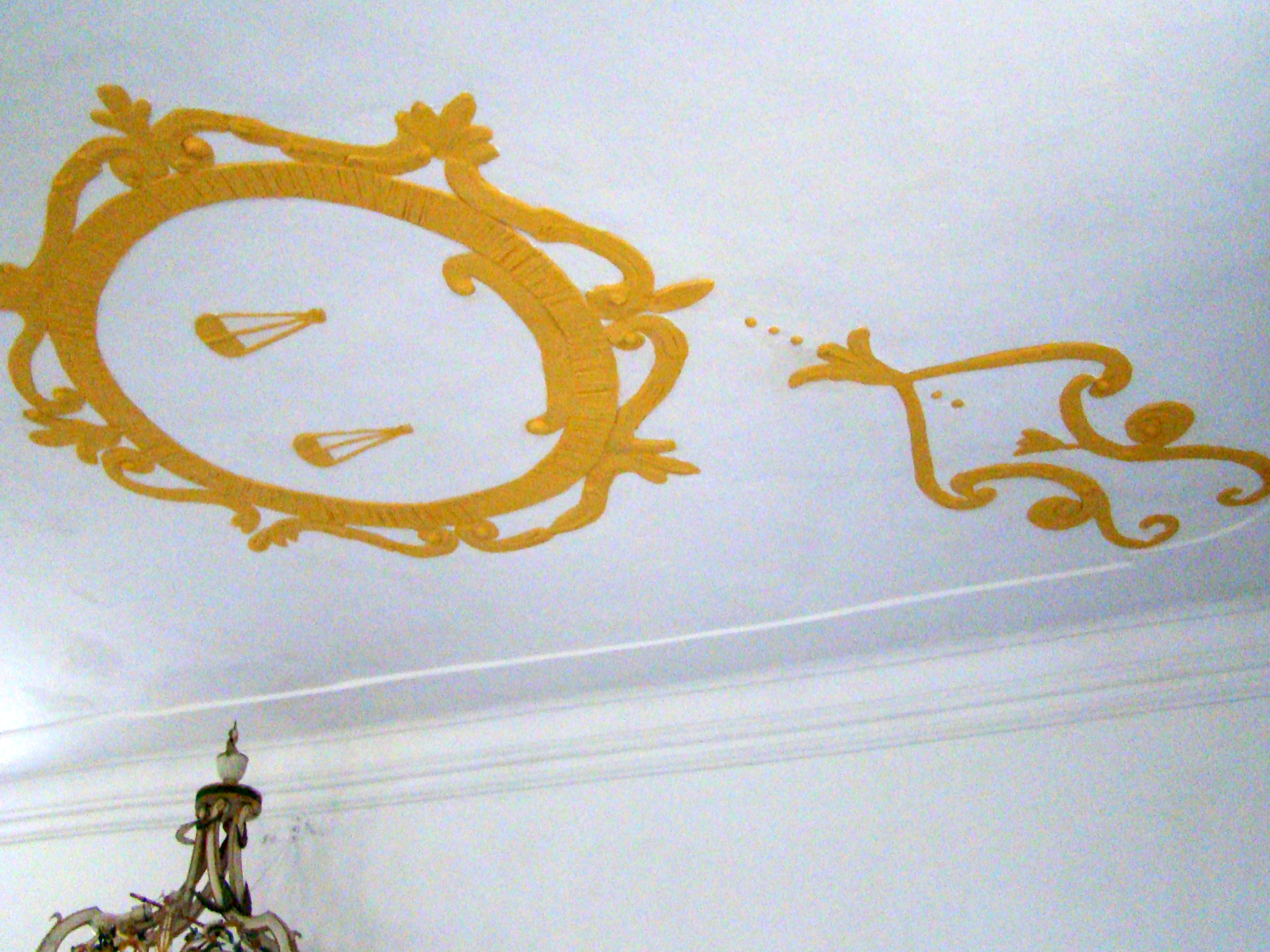
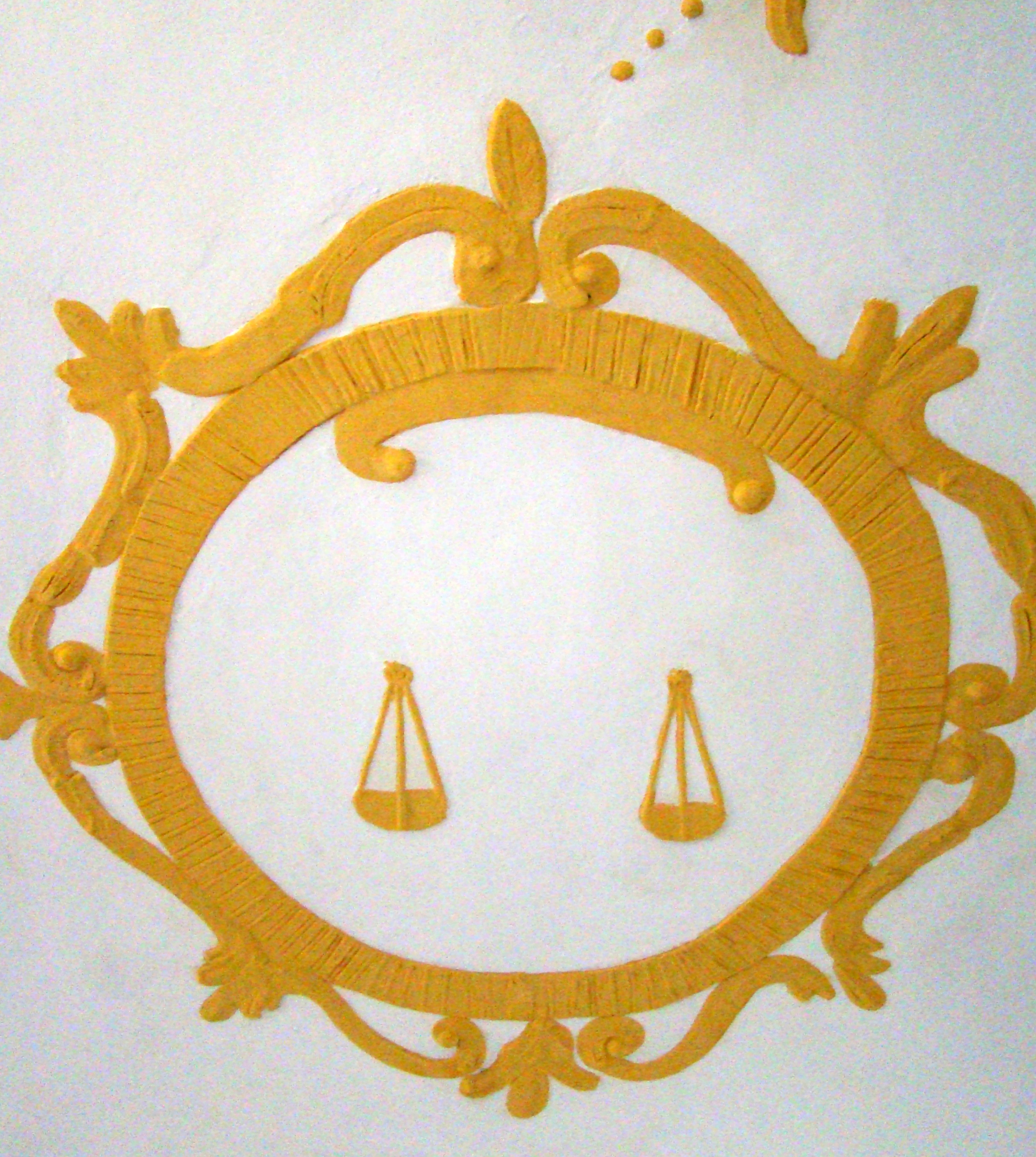
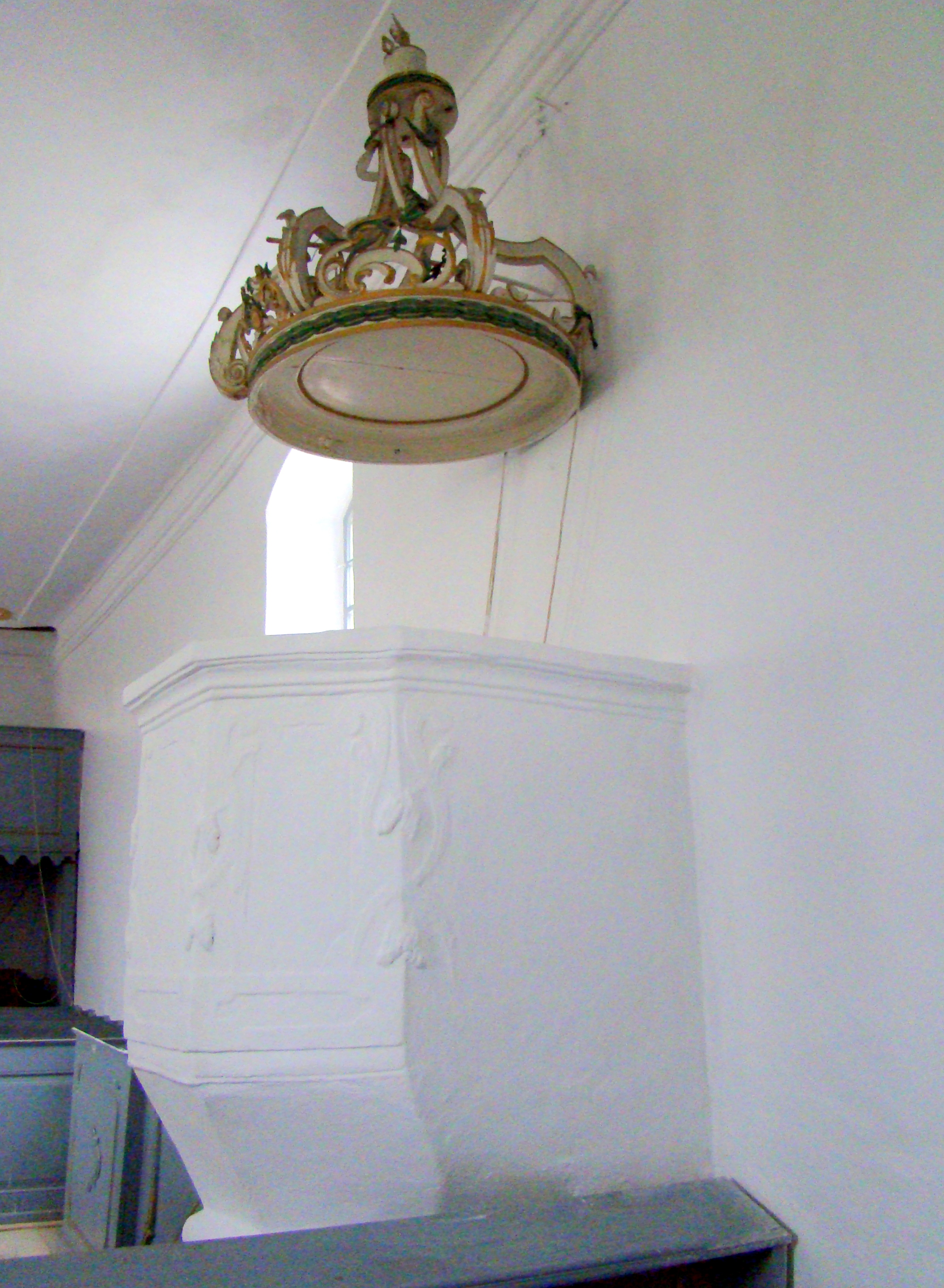
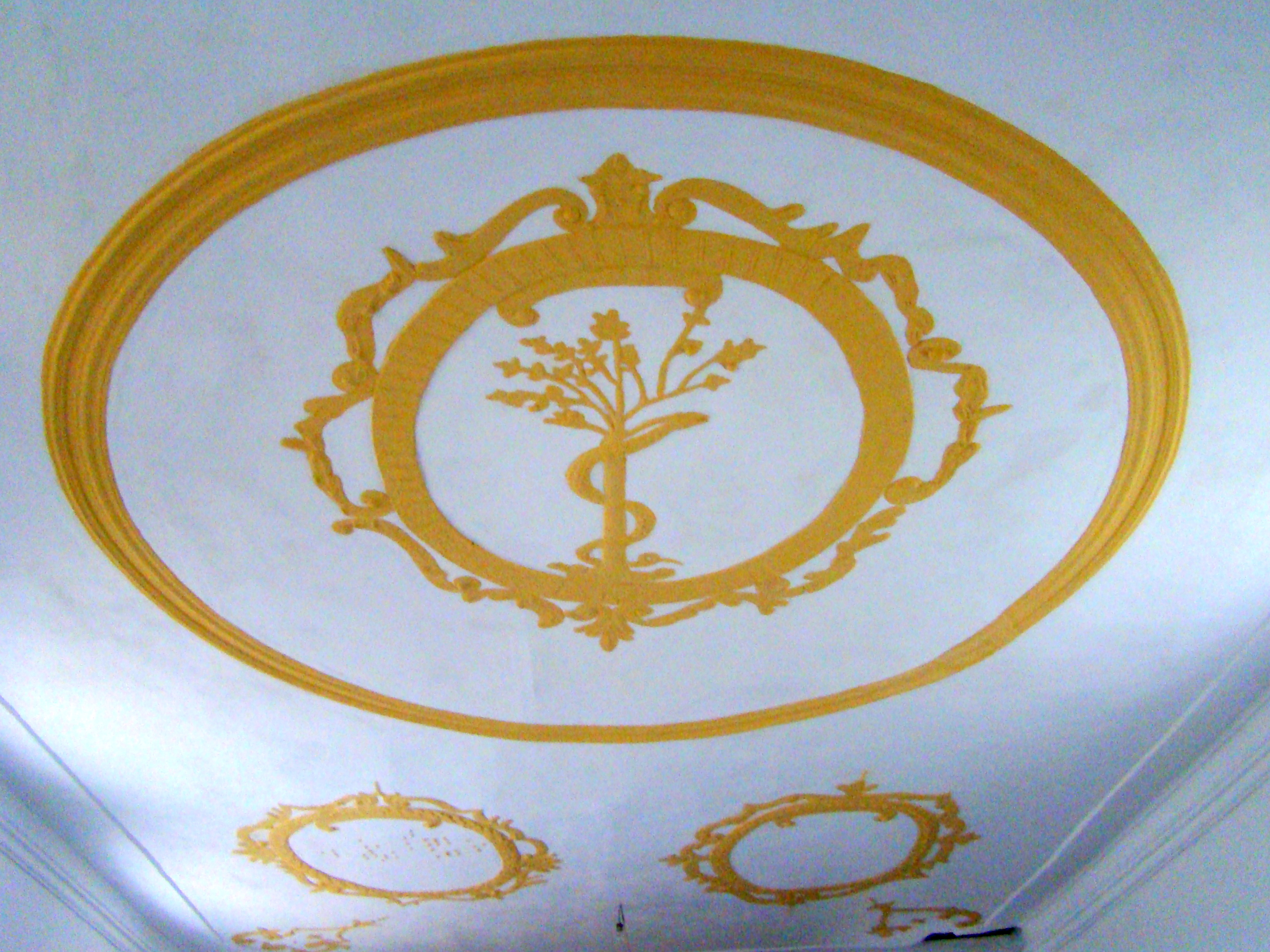
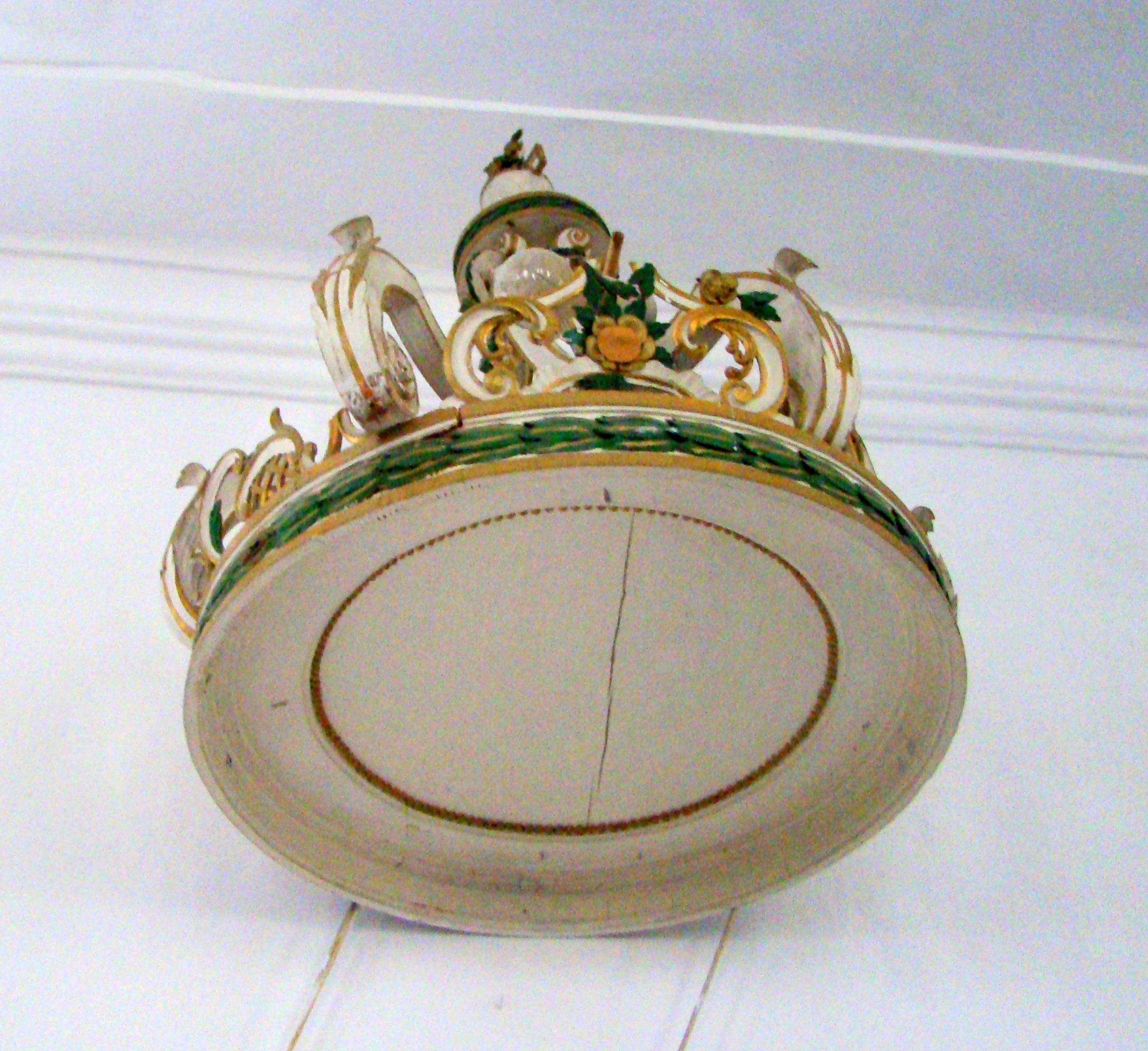
Coronamentul amvonului
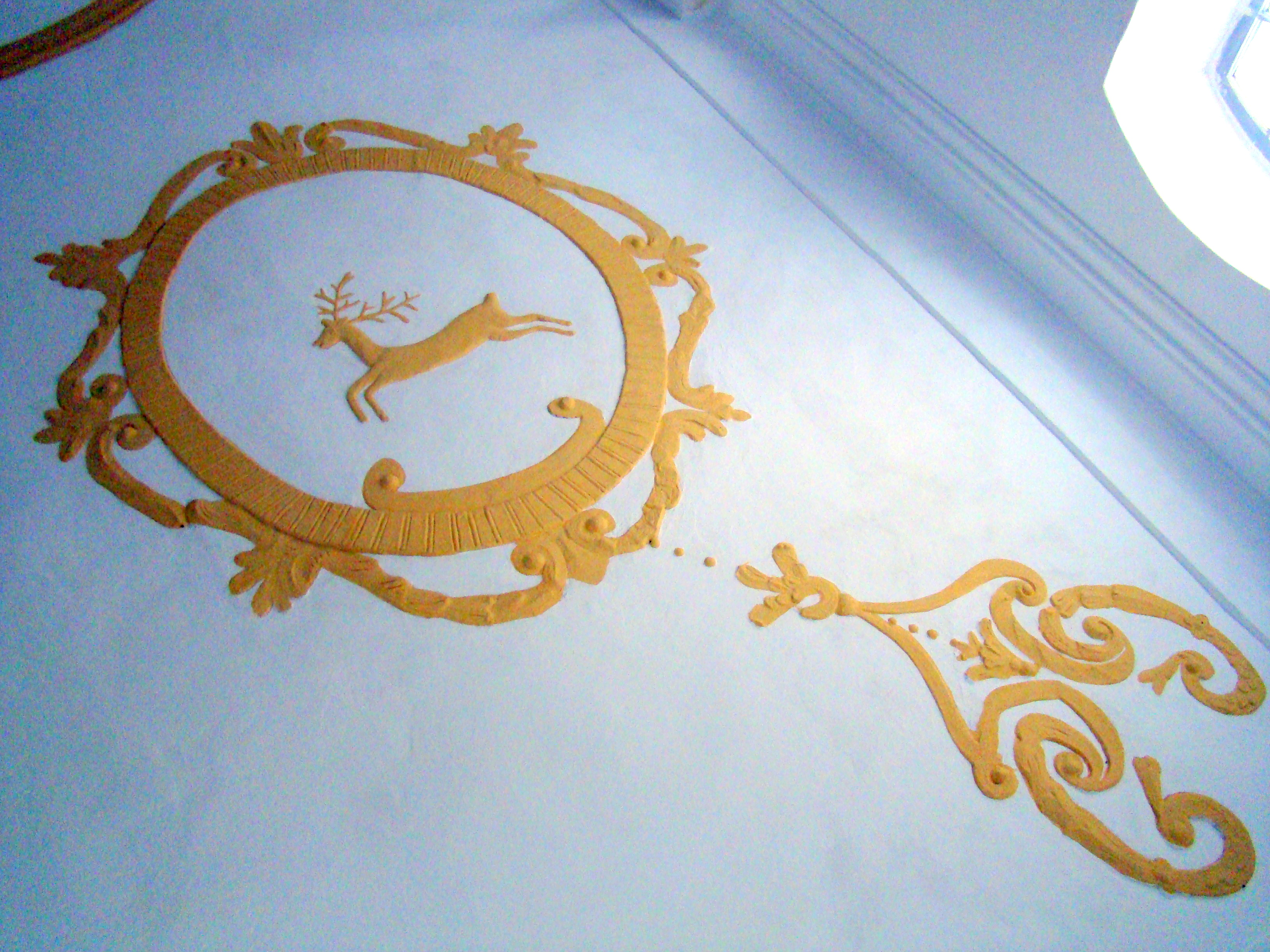